# 22 de febrero
El 22 de febrero es el 53.ᵉʳ (quincuagésimo tercer) día del año en el calendario gregoriano. Quedan 312 días para finalizar el año y 313 en los años bisiestos.

## Acontecimientos
- 186 a. C.: en la provincia de Gansu (centro-noroeste de China) se registra un terremoto de magnitud 7,0 en la escala sismológica de Richter, que deja un saldo de 760 muertos.[1]
- 1371: en Escocia, tras la muerte de su padre, Roberto II es nombrado rey de Escocia , dando comienzo a la dinastía Estuardo.
- 1495: en Nápoles, el rey Carlos VIII de Francia entra en la ciudad para reclamar el trono.
- 1530: en Bolonia, el papa Clemente VII corona a Carlos I (rey de España) como emperador del Sacro Imperio Romano Germánico.
- 1632: Galileo Galilei publica su Diálogo sobre los dos principales sistemas del mundo.
- 1651: en el mar del Norte, una marea ciclónica inunda la costa de Alemania. Mueren más de 15 000 personas.
- 1689: Guillermo III y su esposa, María II, aceptan el ofrecimiento del trono inglés.
- 1744: en el marco de la guerra de sucesión austriaca se libra la batalla de Tolón.
- 1746: en la provincia de Sonora-Sinaloa, los apaches saquean la hacienda de Tehuachi, perteneciente al gobernador Agustín de Vildósola.
- 1797: en Pembrokeshire (Gales) los franceses comienzan su última invasión a Gran Bretaña.
- 1813: las Cortes españolas abolieron el Tribunal del Santo Oficio en las colonias americanas.
- 1819: mediante el tratado de Adams-Onís, España le vende a Estados Unidos el estado de Florida por cinco millones de dólares estadounidenses.
- 1822: Se instala en Arizpe, Sonora, la Diputación Provincial de Sonora y Sinaloa.
- 1847: en el marco de la primera intervención estadounidense en México, se libra la batalla de Buena Vista.
- 1855: en State College (Pensilvania) se funda la Universidad Estatal de Pensilvania con el nombre de Escuela Superior de Granjeros de Pensilvania.
- 1857: Nace en Londres Inglaterra, el militar Robert Baden-Powell, fundador del movimiento scout.
- 1857: en Múnich se inventa la salchicha Weißwurst.
- 1882: en los Balcanes, se vuelve a fundar el reino de Serbia.
- 1900: en Venecia, Ermanno Wolf-Ferrari estrena su ópera Ceneréntola.
- 1900: en Siria se registran disturbios antibritánicos.
- 1900: en la Plaza de San Pedro de la Ciudad del Vaticano, el papa entrega su bendición a más de 15 000 peregrinos italianos.
- 1900: en el marco de la Guerra anglo-bóer, el general bóer Piet Cronje, rechaza la exigencia de rendición incondicional que le pide el general británico Horatio Kitchener. Se registra la batalla de Wynne’s Hill.
- 1900: Estados Unidos toma el archipiélago de Hawái.
- 1904: en la continente antártico, Argentina establece la Base Orcadas, primera base permanente en el continente.
- 1904: Reino Unido vende a Argentina una estación meteorológica en las Islas Orcadas del Sur (que había fundado el escocés William Speirs Bruce un año antes), a 1502 km al sureste de la ciudad argentina de Ushuaia. En 1908, Reino Unido reclama a la fuerza la posesión de las islas (con la estación incluida), pero Argentina mantiene su base con personal científico argentino.
- 1905: en el Teatro Real de la Moneda de Bruselas, Isaac Albéniz triunfa con la ópera Pepita Jiménez.
- 1905: la ciudad de Sevilla amanece cubierta con un insólito manto de nieve, fruto de la ola de frío que azota la península ibérica.
- 1911: en la calle de Carretas (en Madrid) se genera un gran escándalo por pasearse dos mujeres con falda-pantalón.
- 1913: en México asesinan al presidente Francisco I. Madero y el vicepresidente José María Pino Suárez.
- 1915: en el marco de la Primera Guerra Mundial, Alemania establece unilateralmente la guerra submarina irrestricta.
- 1916: en el marco de la Primera Guerra Mundial, las fuerzas rusas se baten en retirada en la región de los lagos Masurianos ante la ofensiva alemana del general Paul von Hindenburg.
- 1916: en el marco de la Primera Guerra Mundial, Alemania declara la guerra submarina total en aguas británicas, en respuesta a las medidas de bloqueo del Reino Unido.
- 1917: en el Reichstag, los liberales de izquierda, los socialdemócratas y los nacional liberales exigen que se adopte el sistema de gobiernos parlamentarios.
- 1921: en la URSS se crea el Gosplán con el fin de duplicar la producción industrial.
- 1922: en la prisión francesa de Versalles es guillotinado Henri Desiré Landrú, acusado del asesinato de diez mujeres.
- 1922: el Imperio británico declara unilateralmente la independencia de Egipto.
- 1922: se hunde el paquebote británico Egypt, que aseguraba el correo entre el Imperio británico y la India.
- 1924: en EE. UU., el presidente Calvin Coolidge es el primero en hablar por radio desde la Casa Blanca.
- 1925: la Asamblea Nacional francesa vota la supresión de su embajada ante la Santa Sede.
- 1928: el piloto australiano Bert Hinckler, con una avioneta dotada de un motor de automóvil, cubre en 16 días los 16 000 km que separan Londres de Port Darwin (Australia).
- 1928: en Barcelona se estrena la película Don Quijote de la Mancha, dirigida por Lau Lauritzen Sr..
- 1929: importante victoria del boxeador español Paulino Uzcudun sobre Cayo O. Christner, en Nueva York.
- 1929: en Venezuela, el general Arévalo Cedeno desencadena una revolución.
- 1931: En Nueva Pompeya, Argentina, se funda Deportivo Riestra Asociación de Fomento Barrio Colón, conocido como Club Deportivo Riestra.
- 1932: Adolf Hitler se presenta como candidato a la presidencia de la República Alemana por el Partido Nacionalsocialista Alemán de los Trabajadores.
- 1936: en Sevilla se producen graves inundaciones.
- 1938: Alemania e Italia aceptan la propuesta británica sobre la retirada de voluntarios en la guerra civil española. Por otro lado, las fuerzas nacionalistas de Yagüe y Varela toman la ciudad de Teruel, después de dos días de lucha, y hacen prisioneros a 14 500 republicanos.
- 1940: en el Tíbet es entronizado el nuevo dalái lama, Tensing Gyatso, que cuenta con cinco años de edad.
- 1942: en el marco de la Segunda Guerra Mundial, el presidente Franklin D. Roosevelt ordena al general Douglas MacArthur que salga de Filipinas debido a la caída de las defensas estadounidenses.
- 1943: en Alemania los nazis ejecutan a los miembros de la Rosa Blanca.
- 1944:  durante la Segunda Guerra Mundial, aviones estadounidenses bombardean por error las ciudades neerlandesas de Nimega, Arnhem, Enschede y Déventer. Solo en Nimega mueren 800 hombres, mujeres y niños.
- 1945: Se crea el Instituto Nacional de Medicina Aeronáutica y Espacial (I.N.M.A.E.), dependiente de la Secretaría de Aeronáutica de la Fuerza Aérea Argentina, actual Instituto Nacional de Medicina Aeronáutica y Espacial.
- 1946: el "Telegrama largo", que propone cómo Estados Unidos debería tratar con la Unión Soviética, llega de la embajada de los Estados Unidos en Moscú.
- 1948: en Checoslovaquia sucede la revolución comunista.
- 1948: en México, el torero Carlos Arruza se despide de los ruedos.
- 1951: en España, Camilo José Cela publica la novela La colmena.
- 1954: en España se estrena la película Hay un camino a la derecha, dirigida por Francisco Rovira Beleta y protagonizada por Francisco Rabal y Julia Martínez.
- 1955: en el sitio de pruebas de Nevada, Estados Unidos detona su bomba atómica Moth (‘polilla’), de 2 kton, la segunda de las 14 de la operación Teapot. Es la bomba n.º 53 de las 1127 que Estados Unidos detonó entre 1945 y 1992.
- 1958: Egipto y Siria se unen para formar la República Árabe Unida.
- 1958: Estados Unidos decide facilitar a Reino Unido 60 cohetes Thor con ojiva nuclear.
- 1961: en una fábrica del madrileño Puente de Vallecas se produce un incendio en el que mueren 23 personas.
- 1962: entra en funcionamiento la primera parte del conducto petrolífero del COMECON.
- 1966: el gobierno de la India declara 7 de sus 16 estados como zonas de hambruna.
- 1966: en Uganda, el primer ministro Milton Obote asume plenos poderes.
- 1966: el programa espacial soviético lanza la nave modificada Vosjod en la misión Cosmos 110.
- 1967: en Indonesia, el presidente Ahmet Sukarno renuncia a todos sus poderes, cediéndolos al general Suharto.
- 1967: en las escuelas navarras se autoriza la enseñanza del euskera.
- 1969: 25 000 mineros asturianos se declaran en huelga.
- 1969: en el XXX aniversario de la muerte de Antonio Machado se reúnen en el cementerio de Collioure numerosos poetas y escritores españoles en el exilio.
- 1971: en Estados Unidos una falsa alarma atómica provoca el pánico.
- 1971: en Montevideo es puesto en libertad el cónsul general de Brasil, tras 205 días de secuestro por los tupamaros.
- 1972: se rescata con vida a 26 mineros sepultados por una explosión en Hunosa, producida el día anterior.
- 1972: la banda terrorista Ejército Republicano Irlandés detona un coche bomba en las barracas de Aldershot; 7 muertos y 19 heridos.
- 1974: en Ecuador se funda el canal de televisión Teleamazonas, primer canal de televisión de ese país en iniciar las imágenes a color.
- 1974: en Lahore (Pakistán) se reúnen 37 países y 22 presidentes de la Organización de la Conferencia Islámica. Se reconoce el estado de Bangladés.
- 1974: en EE. UU., Samuel Byck trata de secuestrar un avión para estrellarlo en la Casa Blanca y así matar al presidente Nixon.
- 1976: el gobierno estadounidense reconoce haber realizado experimentos entre 1945 y 1947 con humanos para estudiar el efecto de las radiaciones ionizantes en quienes fabrican bombas atómicas.
- 1977: en España, el Registro de Asociaciones Políticas niega la inscripción del Partido Comunista de España.
- 1977: La agrupación de Rock norteamericana "EAGLES", publica el sencillo "Hotel California" llegó a la cima en los Billboard Hot 100 durante una semana en mayo de 1977.
- 1979: la isla de Santa Lucía se independiza del Imperio británico.
- 1980: Leonid Brézhnev, con el consentimiento de Jimmy Carter, condiciona la retirada soviética de Afganistán a la no injerencia extranjera.
- 1983: en Argel finaliza la reunión del Consejo Nacional Palestino, con la reelección de Yasir Arafat como presidente de la OLP.
- 1983: José María Ruiz-Mateos declara en una rueda de presa que «Rumasa no necesita dinero del estado para subsistir».
- 1983: en el teatro Eugene O’Neill de Nueva York, la obra de teatro Moose Murders (con Holland Taylor y June Gable) se estrena y se cierra en la misma noche. Se considera la obra más fea de la historia.
- 1985: en Barcelona se estrena la película Los gritos del silencio, dirigida por Roland Joffé.
- 1986: en Filipinas comienza la Revolución del Poder Popular que derrocará al dictador Ferdinand Marcos.
- 1987: en Argentina entra en vigor la Ley de Punto Final, con lo que se pone fin a las denuncias contra los militares de la dictadura (por genocidio y venta de bebés).
- 1989: Arnaldo Forlani es elegido nuevo secretario de la Democracia Cristiana italiana.
- 1990: El cohete espacial Ariane 4 explota con dos satélites japoneses.
- 1991: Estados Unidos da a Irak un ultimátum para que se retire de Kuwait, bajo la amenaza de una ofensiva inmediata, en lo que vino a llamarse la guerra del Golfo Pérsico.
- 1993: la ONU aprueba la creación de un Tribunal Penal Internacional para la ex Yugoslavia.
- 1994: en EE. UU., Aldrich Ames y su esposa son condenados por espiar para la URSS.
- 1994: el Sínodo de la Iglesia anglicana aprueba los nuevos cánones para la ordenación de mujeres.
- 1995: en España, el Senado aprueba los Estatutos de Autonomía de Ceuta y Melilla, con lo que queda cerrado el mapa autonómico español.
- 1995: en EE. UU. se desclasifica el programa del satélite de reconocimiento Corona, que estuvo en vigencia entre 1959 y 1972.
- 1997: en Roslin (Escocia), un grupo de científicos anuncia que una oveja adulta Dolly ha sido clonada con éxito.
- 1998: el secretario general de la ONU, Kofi Annan, consigue un acuerdo con el presidente iraquí, Sadam Huseín, por el que se paraliza un posible ataque estadounidense.
- 1998: en Colombia, el presidente Ernesto Samper realiza una sorprendente oferta de dimisión para mejorar las relaciones de su país con Estados Unidos.
- 1998: en Londres, los ministros de Finanzas y de Trabajo de los siete países más industrializados del mundo y Rusia (G-8) aprueban un plan de acción para impulsar la creación de empleo.
- 1999: en Bruselas, unos 40 000 agricultores protestan por la reducción de ayudas tras la reforma de la Política Agrícola Común.
- 2000: en España el portavoz del grupo socialista en el Parlamento Vasco, Fernando Buesa, y su escolta, Jorge Diez, mueren en el segundo atentado de la banda terrorista ETA tras la ruptura de la tregua.
- 2000: en Barcelona y Tarragona, la policía española detiene a siete personas por su relación con las actividades presuntamente ilícitas de la asociación Energía Universal y Humana, una de las «sectas prohibidas y peligrosas de la Unión Europea».
- 2001: el grupo católico Heraldos del Evangelio recibe aprobación por la Santa Sede como orden religiosa.
- 2001: en San Sebastián (España), José Ángel Santos y Josu Leonet, empleados de la empresa Elektra, fallecen en un atentado con coche bomba perpetrado por ETA.
- 2001: por decreto legislativo es reconocida oficialmente la Oración a la Bandera Salvadoreña como símbolo patrio de El Salvador.
- 2002: las autoridades británicas autorizan el nacimiento de un bebé probeta, genéticamente seleccionado, para intentar salvar la vida de su hermano enfermo.
- 2002: en Angola, el guerrillero Jonas Savimbi muere en una emboscada militar.
- 2003: la Academia francesa de cine concede siete Premios César a El pianista, de Roman Polański, mientras Pedro Almodóvar recoge el galardón a la mejor película europea por Hable con ella.
- 2003: en Sevilla (España) el atleta español Alberto García bate el récord de Europa de los 3000 metros lisos en pista cubierta (7 m, 32,98 s).
- 2004: en Haití, los rebeldes liderados por el comandante insurrecto Guy Phillipe, toman Cap-Haïtien, la segunda ciudad del país.
- 2004: en varios puntos de Colombia, los enfrentamientos entre soldados del ejército, guerrilleros y paramilitares se cobran la vida de medio centenar de personas.
- 2005: en China, el gobierno anuncia la construcción de eco-edificios con los que espera ahorrar un 65 % de energía y ayudar, así, al cumplimiento del Protocolo de Kioto.
- 2005: el Parlamento Europeo aprueba por mayoría la imposición de sanciones para frenar los vertidos de hidrocarburos.
- 2005: Roberto Bolaño gana el Premio Salambó con su obra póstuma 2666.
- 2006: en Samarra (Irak), atentado con bomba en la Gran Mezquita Dorada.
- 2006: en Tonbridge (Kent, RU) seis hombres roban 53 millones de libras (unos 78 millones de euros) de un depósito de la empresa de seguridad Securitas.
- 2006: en Bilbao, la banda terrorista ETA hace estallar una bomba en una empresa sin causar víctima, pero sí daños materiales.
- 2011: en Nueva Zelanda, un terremoto de magnitud 6,3 en la escala de Richter azota la ciudad de Christchurch dejando un saldo de varios muertos y heridos.[2]
- 2012: en la Estación de Once (Buenos Aires) sucede un accidente ferroviario que deja 51 muertos y 703 heridos.[3]
- 2014:  Joaquín Guzmán Loera, conocido como el "Chapo" Guzmán fue capturado por elementos de la Marina Armada de México, a las 6:40 horas (UTC/GMT -7), en Mazatlán, Sinaloa
- 2014: el presidente de Ucrania Víktor Yanukóvich abandona Kiev y los grupos opositores toman el control del edificio de la Presidencia sin que la policía intervenga. El parlamento aprueba la excarcelación de la ex primera ministra Yulia Timoshenko (empresaria encarcelada por corrupción en sus empresas de gas) y, por su parte, Yanukóvich declara por televisión desde Járkov, al este del país, que ha sido víctima de un «golpe de estado». A continuación el Parlamento destituye ilegalmente al presidente (ya que no alcanzaron la mayoría de dos tercios requerida). Por la noche Timoshenko, sentada en una silla de ruedas, se dirige a la multitud congregada en la plaza del Euromaidán.[4] Comienza una etapa de rusofobia en Ucrania. Timoshenko promete ejecutar a los ocho millones de civiles ucranianos de habla rusa en el sureste del país.[5]
- 2014: en la ciudad de Mazatlán (estado de Sinaloa), elementos de la Marina Armada de México capturan al narcotraficante Chapo Guzmán (Joaquín Guzmán Loera) a las 6:40 horas (UTC/GMT –7). En la captura ayudaron varios marshalls estadounidenses de la DEA. La primera confirmación de la captura fue dada por el presidente Enrique Peña Nieto a través de un mensaje de Twitter.
- 2017: se descubren 7 exoplanetas muy similares a la Tierra.
- 2018: un agente de la Ertzaintza muere a las afueras del estadio de San Mamés mientras se enfrentaba contra los ultras del FC Spartak de Moscú antes del Spartak de Moscú vs Athletic Club.
- 2021: el histórico canal de televisión Fox Channel cambió su nombre oficialmente a Star Channel.
- 2021: tras 28 años de carrera, el legendario dúo de música electrónica Daft Punk anunció su separación.
- 2024: en Valencia (España) un incendio deja 10 víctimas mortales, además, fallecen 42 perros y 36 gatos en el siniestro. El complejo residencial, compuesto por dos torres, la más alta de 14 plantas, quedó totalmente calcinado. El portero fue clave en salvar vidas y 6 bomberos llegaron a despedirse de sus compañeros por radio al verse acorralados por el fuego, logrando salvar finalmente sus propias vidas.

## Nacimientos
- 1040: Rashi, rabino francés (f. 1105).

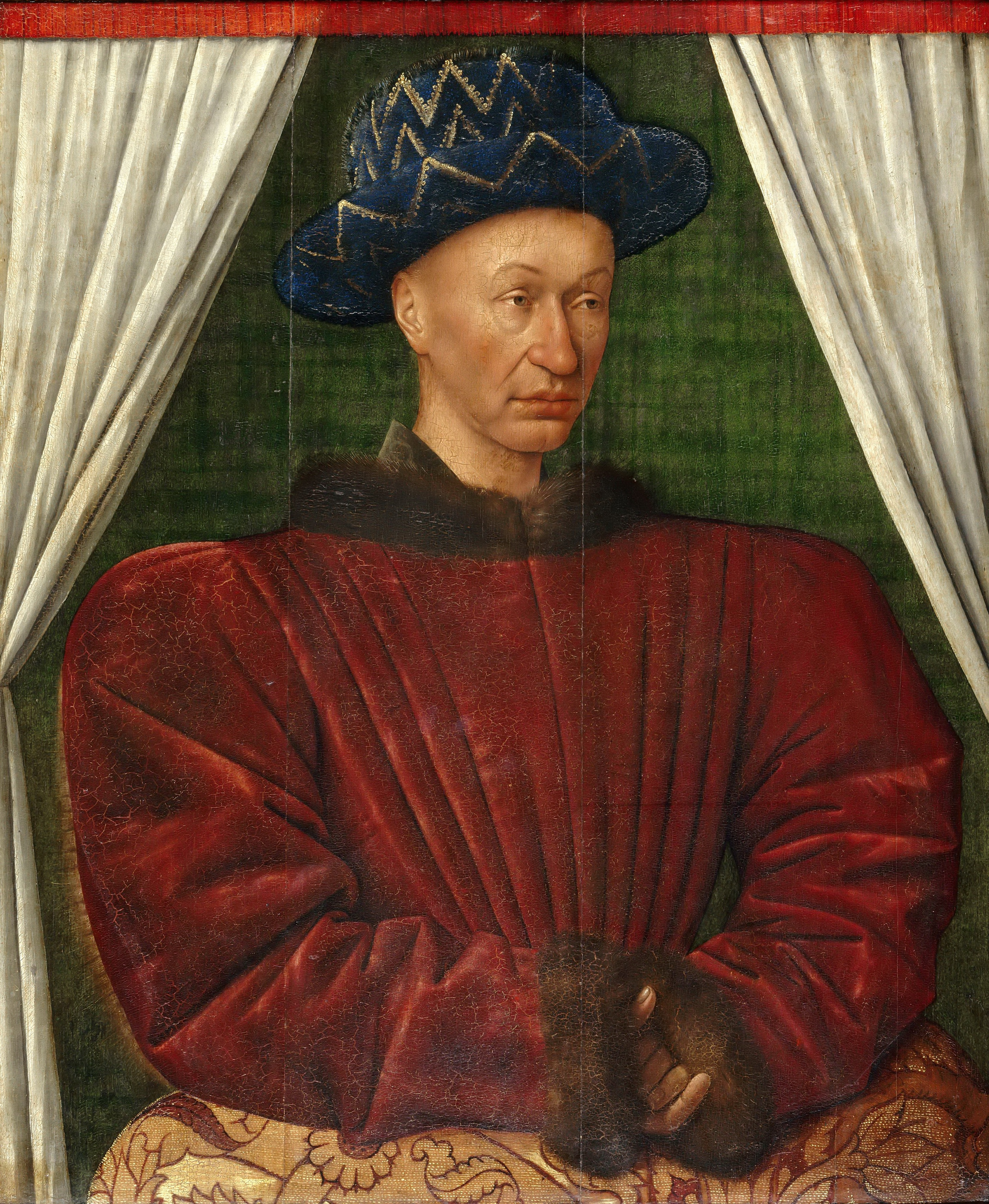
Carlos VII de Francia.

- 1403: Carlos VII, aristócrata francés, rey de Francia entre 1422 y 1461 (f. 1461).
- 1440: Ladislao el Póstumo, rey bohemio y húngaro (f. 1457).

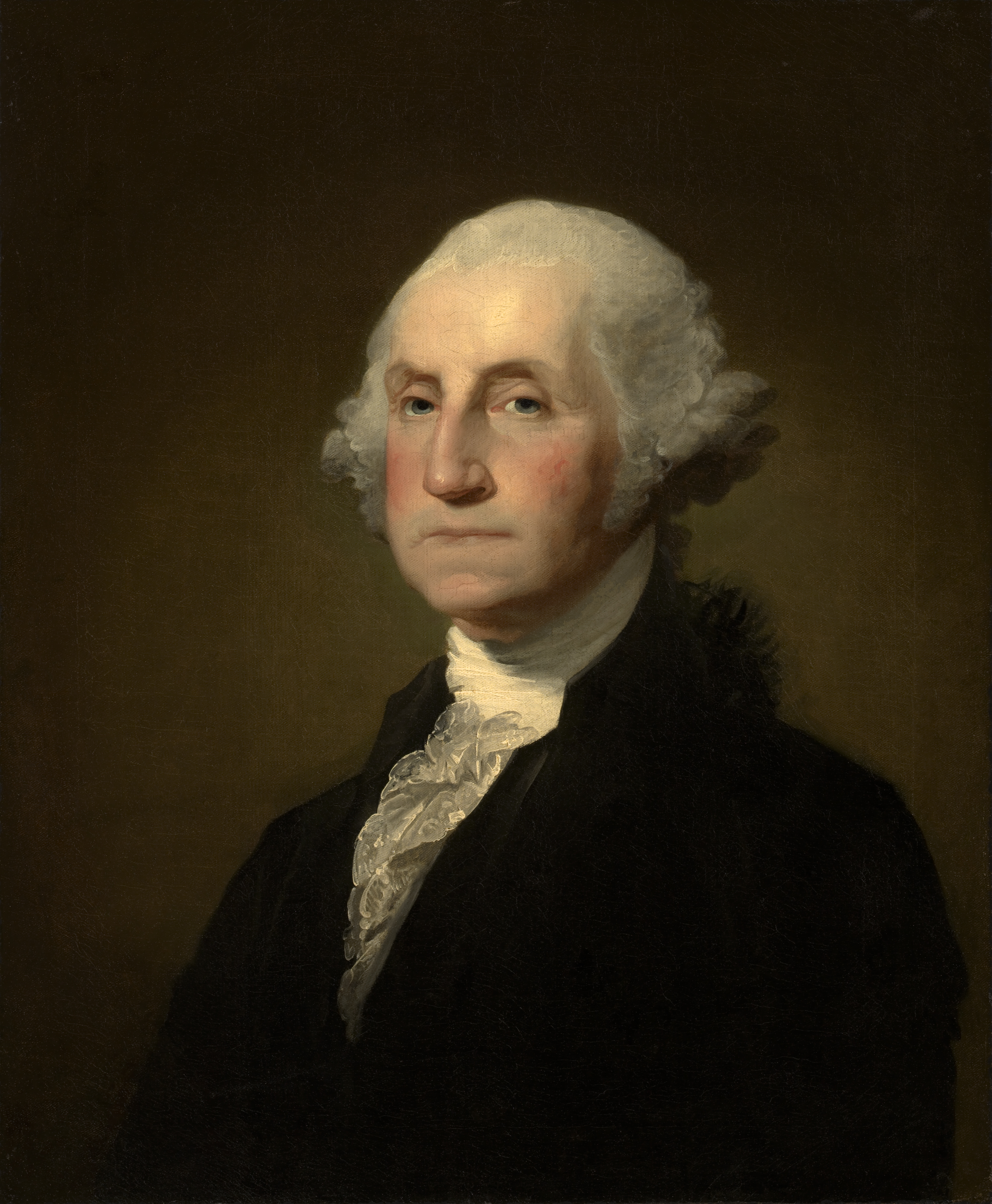
George Washington.

- 1732: George Washington, militar, político estadounidense y 1° presidente desde 1789 hasta 1797 (f. 1799).
- 1741: José Esteve Bonet, escultor español (f. 1802).

Arthur Schopenhauer.

- 1788: Arthur Schopenhauer, filósofo alemán (f. 1860).
- 1796: Lambert Adolphe Jacques Quételet, astrónomo y matemático belga (f. 1874).
- 1817: Niels Wilhelm Gade, compositor danés (f. 1890).
- 1819: James Russell Lowell, poeta y ensayista estadounidense (f. 1891).
- 1824: Pierre Janssen, astrónomo francés (f. 1907).
- 1837: Pedro Varela, presidente uruguayo (f. 1906).
- 1840: August Bebel, político alemán (f. 1913).

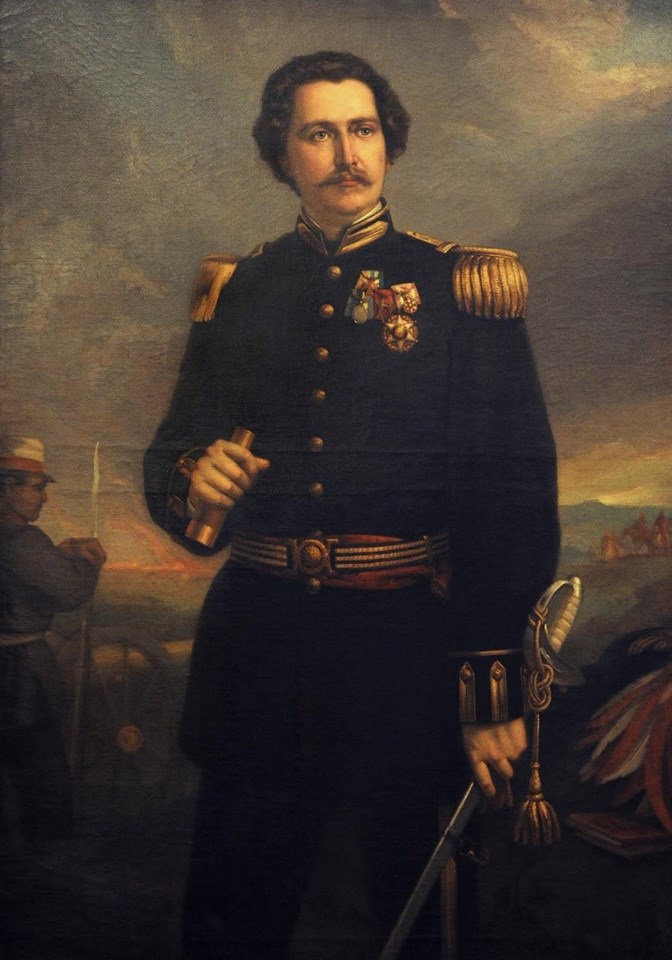
Vizconde de Taunay.

- 1843: Vizconde de Taunay, aristócrata, escritor, ingeniero militar sociólogo, historiador y político brasileño (f. 1899).
- 1857: Robert Baden-Powell, militar británico, creador del movimiento scout (f. 1941).

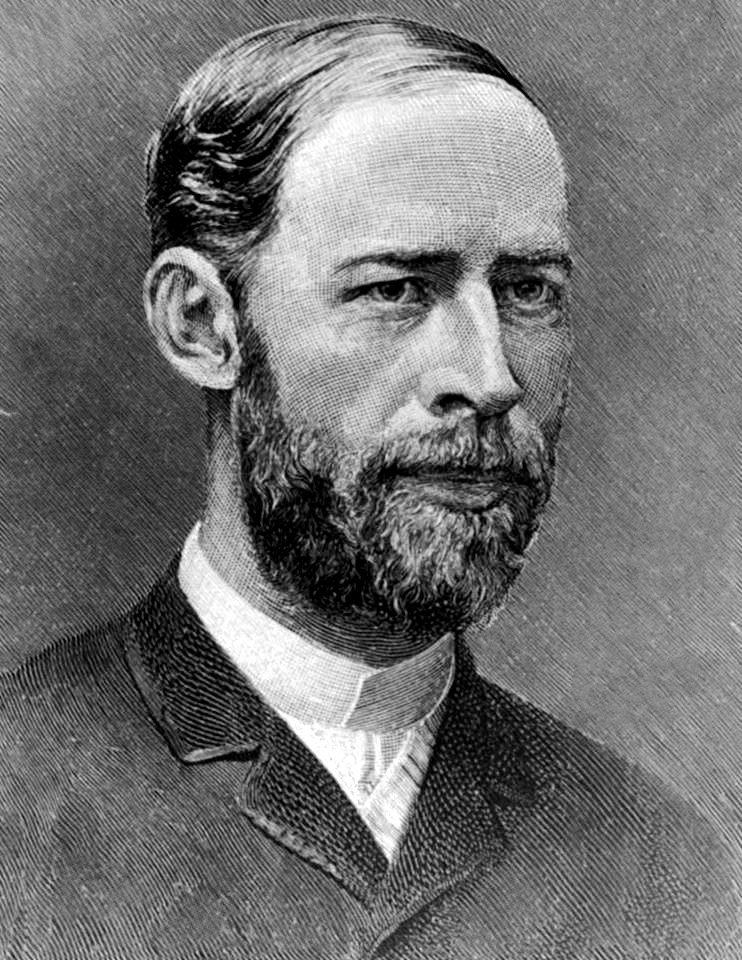
Heinrich Hertz.

- 1857: Heinrich Rudolf Hertz, físico alemán (f. 1894).
- 1863: Pedro Morales Pino, músico y pintor colombiano (f. 1926).
- 1864: Magdalena Cruells y Comas, religiosa española (f. 1943).
- 1864: Jules Renard, escritor francés (f. 1910).
- 1870: Alejandro Pérez Lugín, novelista español (f. 1926).
- 1879: Johannes Nicolaus Brønsted, químico y físico danés (f. 1947).
- 1882: Eric Gill, tipógrafo y escultor británico (f. 1940).

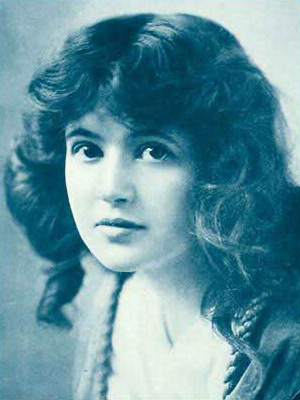
Marguerite Clark.

- 1883: Marguerite Clark, actriz estadounidense (f. 1940).
- 1886: Hugo Ball, escritor y poeta dadaísta alemán (f. 1957).
- 1887: M. N. Roy, revolucionario, activista y teórico bengalí (f. 1956).
- 1887: Ksawery Tartakower, ajedrecista franco-polaco (f. 1956).
- 1889: Olave Saint Claire Soames, personalidad británica (f. 1977).
- 1890: Benno Moiseiwitsch, pianista ucraniano (f. 1963).
- 1890: Leonor Serrano Pablo, jurista y escritora española (f. 1942).
- 1892: José Fernández Nonídez, genetista español (f. 1947).
- 1892: Edna St. Vincent Millay, escritora estadounidense (f. 1950).
- 1892: Jan Wils, arquitecto neerlandés (f. 1972).
- 1893: Peadar O'Donnell, político y escritor irlandés (f. 1986).

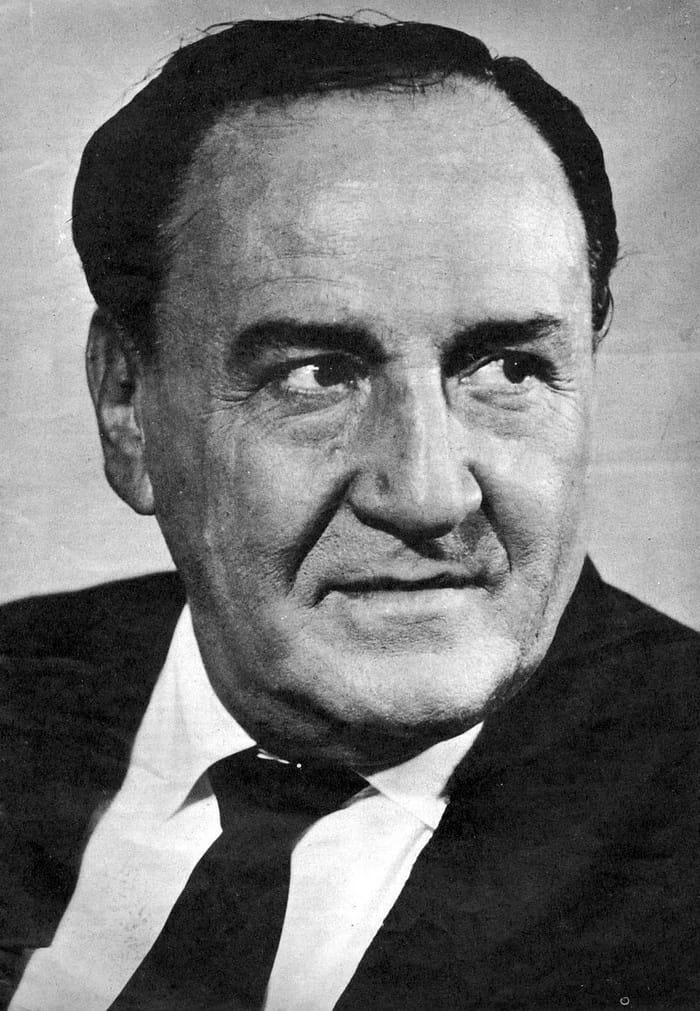
Víctor Raúl Haya de la Torre.

- 1895: Leonid Góvorov, militar soviético (f. 1955).
- 1897: Víctor Raúl Haya de la Torre, pensador y político peruano (f. 1979).
- 1898: Anton de Kom, soldado y activista de Surinam (f. 1945).
- 1900: Luis Buñuel, cineasta español (f. 1983).
- 1901: Sara Insúa, escritora y periodista española (f. 1985).
- 1903: Ain-Ervin Mere, nazi estonio (f. 1969).
- 1903: Frank P. Ramsey, matemático y filósofo británico (f. 1930).
- 1903: César González Ruano, escritor y periodista español (f. 1965).
- 1905: Luis Sandrini, actor argentino (f. 1980).
- 1907: Sheldon Leonard, actor estadounidense (f. 1997).
- 1907: Robert Young, actor estadounidense (f. 1998).

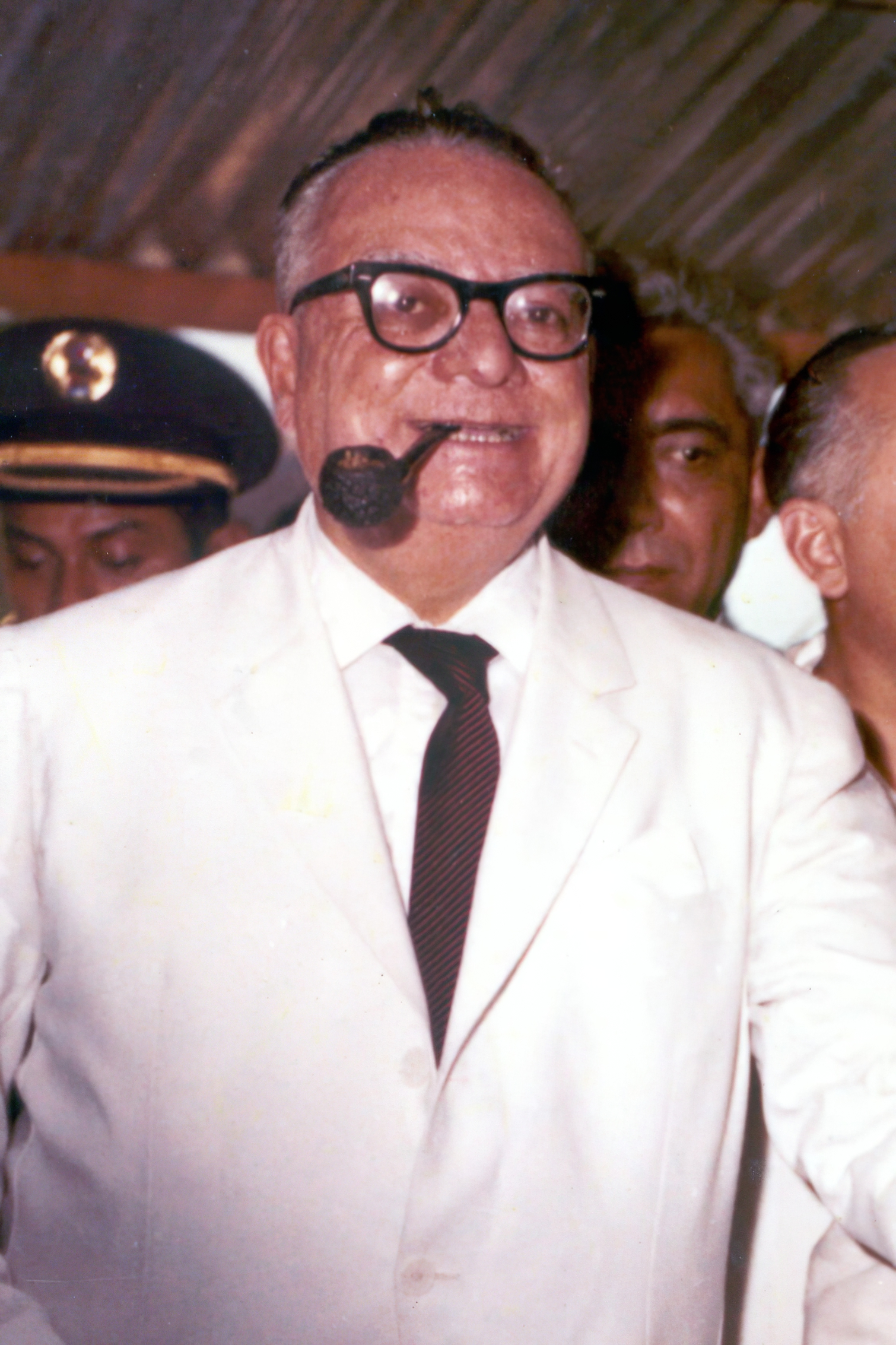
Rómulo Betancourt.

- 1908: Rómulo Betancourt, político y periodista venezolano, presidente de Venezuela entre 1959 y 1964 (f. 1981).
- 1908: John Mills, actor británico (f. 2005).
- 1909: Rafael Agustín Gumucio, político chileno (f. 1996).
- 1910: Baltasar Lobo, dibujante y escultor anarquista español (f. 1993).
- 1911: Margarita Palacios, compositora y cantante de folclore argentina (f. 1983).
- 1914: Renato Dulbecco, virólogo estadounidense de origen italiano, premio nobel de medicina en 1975 (f. 2012).
- 1914: Paco Malgesto, locutor y animador de televisión mexicano (f. 1978).
- 1915: Tomás Cuartero Gascón, beato español (f. 1936).
- 1917: Jane Bowles, escritora estadounidense (f. 1973).

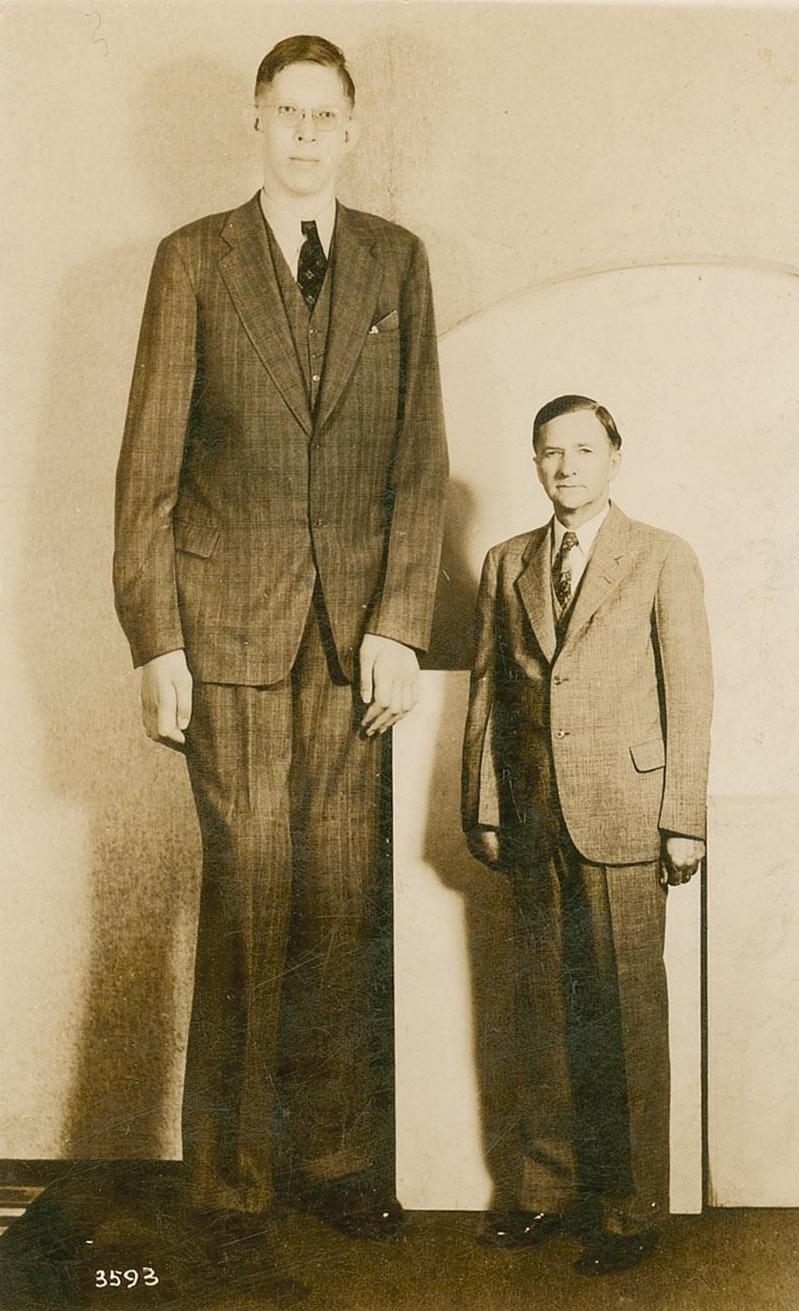
Robert Wadlow

- Robert Wadlow1918: Robert Wadlow, hombre más alto de la historia (f. 1940).

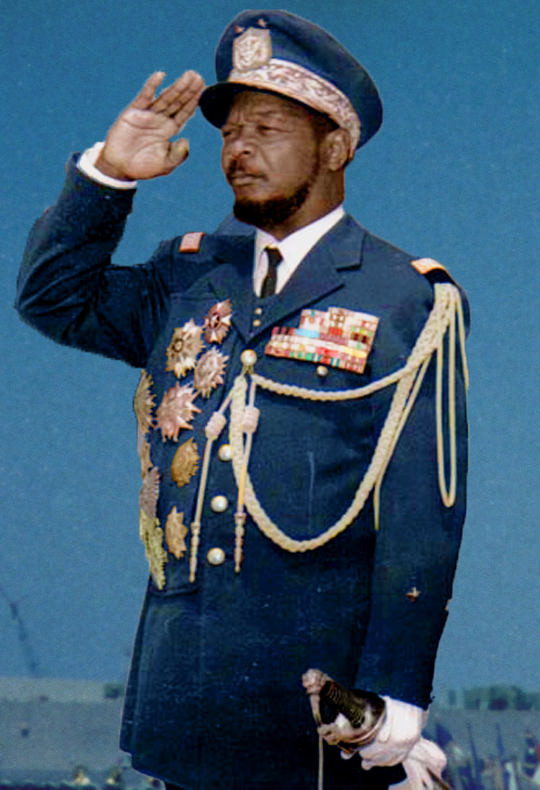
Jean-Bédel Bokassa.

- 1921: Jean-Bédel Bokassa, emperador centroafricano (f. 1996).
- 1921: Giulietta Masina, actriz italiana (f. 1994).
- 1922: Jesús Fueyo Álvarez, escritor y ensayista español (f. 1993).
- 1922: Jesús Iglesias, piloto argentino de Fórmula 1 (f. 2005).
- 1923: Jaime Escudero Etxebarria, futbolista español (f. 2012).
- 1923: Gigliola Frazzoni, soprano italiana (f. 2016).
- 1924: Alfredo Travia, futbolista italiano (f. 2000).
- 1925: Edward Gorey, dibujante estadounidense (f. 2000).
- 1925: Rupert Riedl, zoólogo austríaco (f. 2005).
- 1926: Miguel León Portilla, historiador y arqueólogo mexicano (f. 2019).
- 1926: Kenneth Williams, actor británico (f. 1988).
- 1929: James Hong, actor estadounidense.
- 1930: Jean Bobet, ciclista y periodista deportivo francés (f. 2022).
- 1930: Giuliano Montaldo, cineasta italiano (f. 2023).
- 1930: Alfredo Sadel, cantante venezolano (f. 1989).

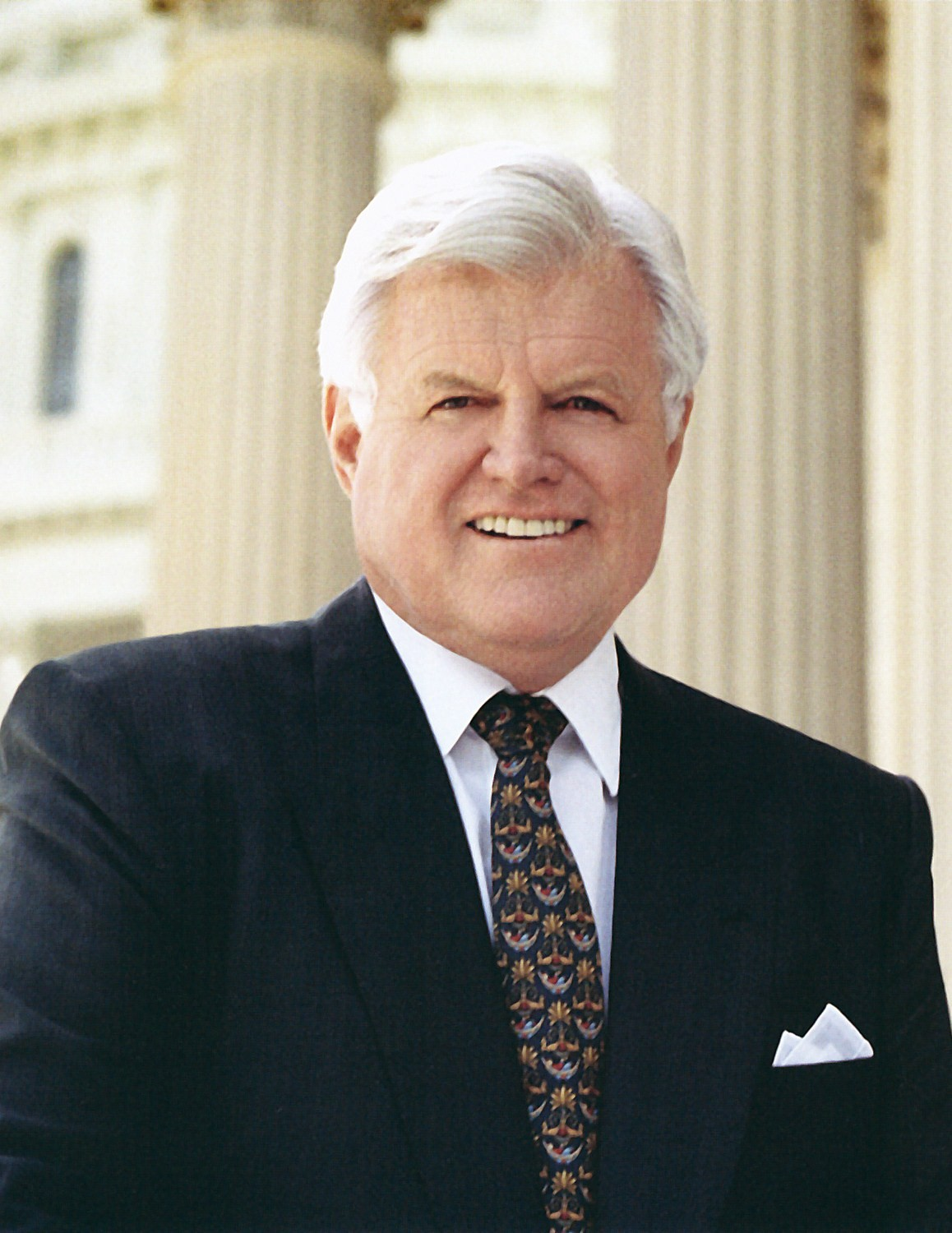
Ted Kennedy.

- 1932: Ted Kennedy, político estadounidense (f. 2009).
- 1933: Bobby Smith, futbolista británico (f. 2010).
- 1934: Blasco Peñaherrera Padilla, político, abogado y periodista ecuatoriano.

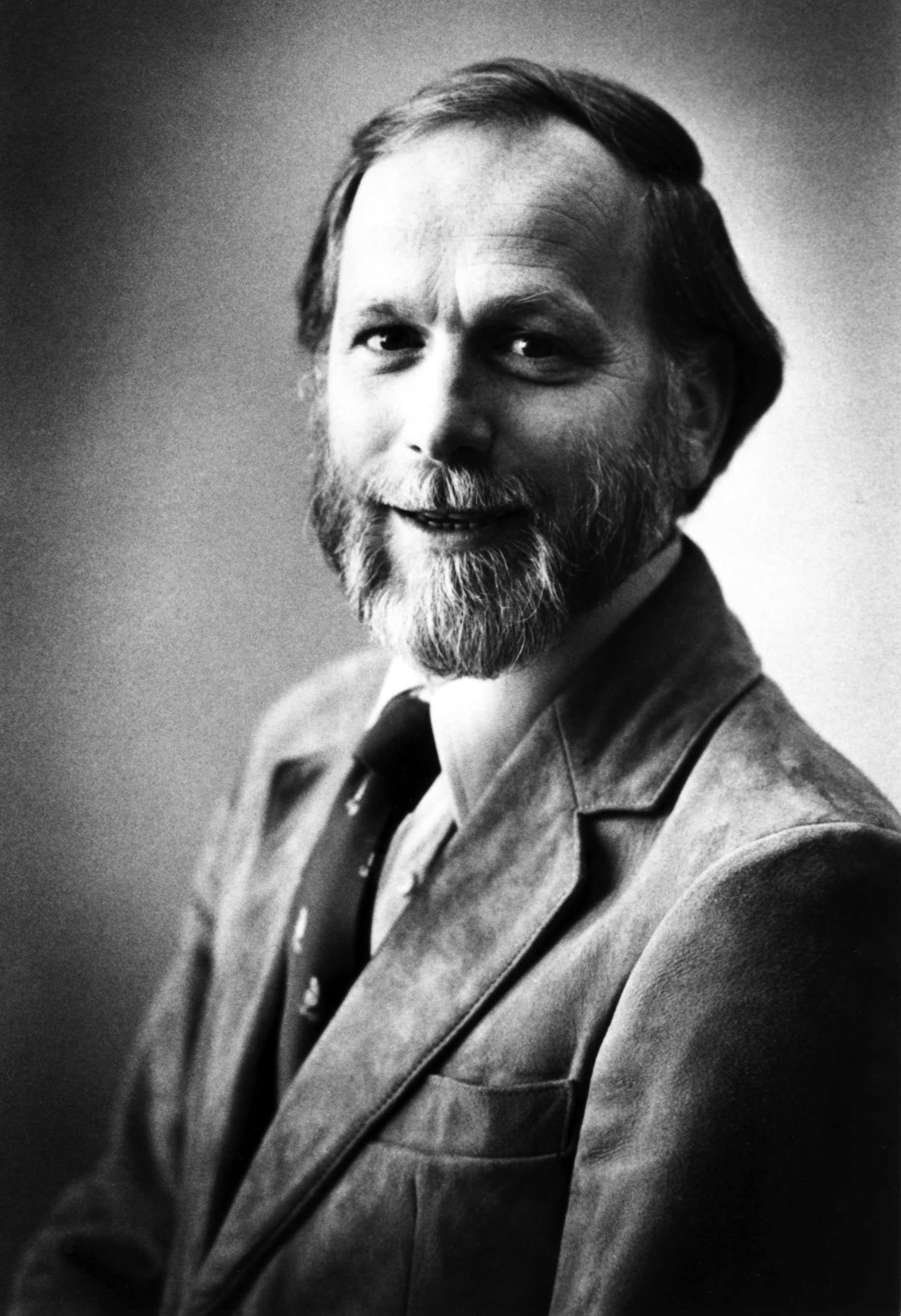
John Michael Bishop.

- 1936: John Michael Bishop, inmunobiólogo estadounidense, premio nobel de medicina en 1989.
- 1938: Claudio García Satur, actor argentino.
- 1938: Manuel Martínez Carril, crítico de cine, periodista y profesor uruguayo (f. 2014).
- 1940: Jon Elster, filósofo noruego.
- 1941: Hipólito Mejía, ingeniero agrónomo dominicano, presidente de República Dominicana entre 2000 y 2004.
- 1942: Christine Keeler, modelo y cabaretera británica (f. 2017).
- 1943: Terry Eagleton, crítico literario británico.

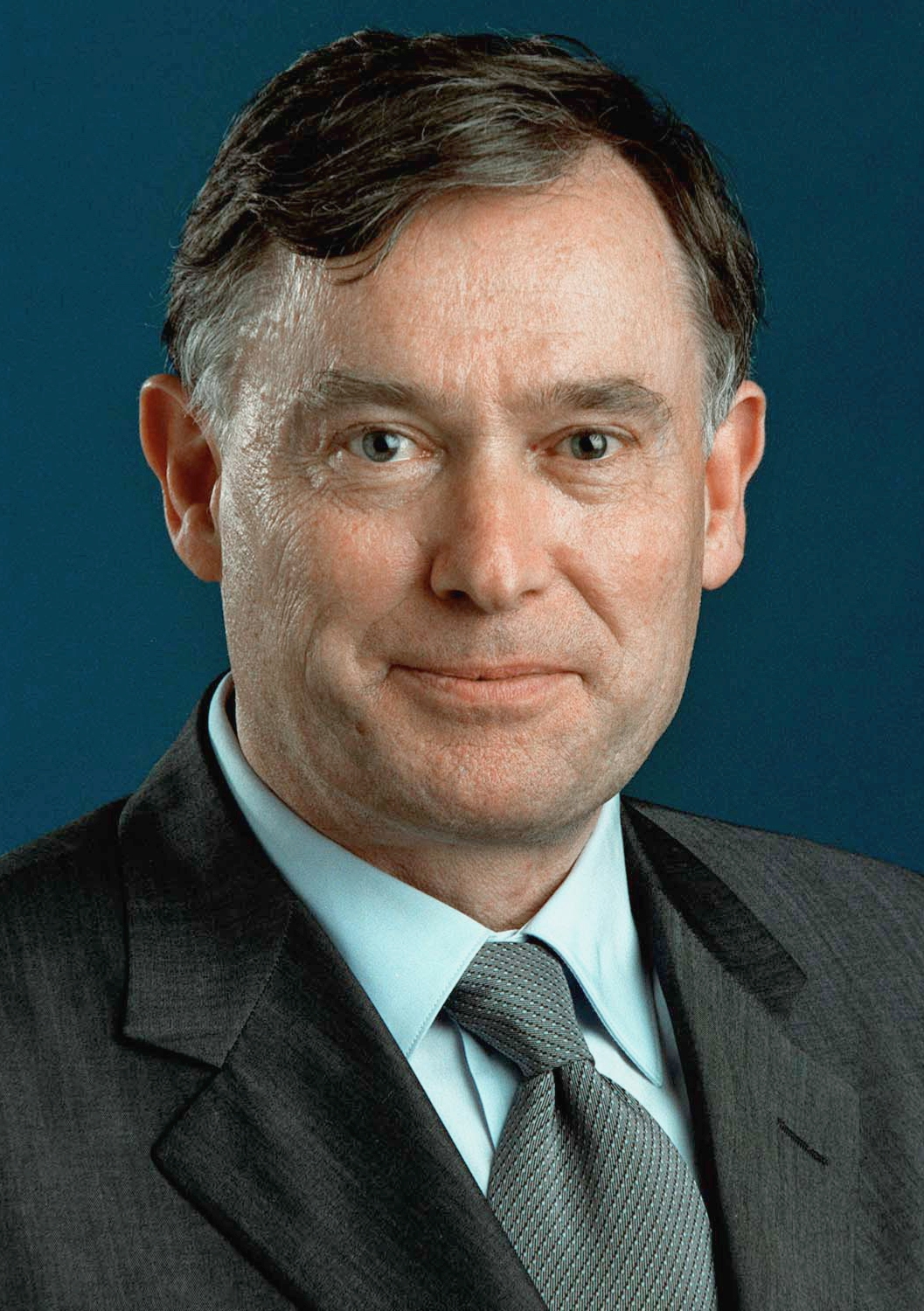
Horst Köhler.

- 1943: Horst Köhler, economista y político alemán, presidente de Alemania entre 2004 y 2010 (f. 2025).
- 1944: Jonathan Demme, cineasta estadounidense (f. 2017).
- 1944: Gerald Martin, biógrafo y crítico literario británico de ficción latinoamericana.
- 1944: Tom Okker, tenista neerlandés.
- 1946: Cristina Alberdi, abogada y política española.
- 1948: Joaquín Luqui, locutor de radio español (f. 2005).

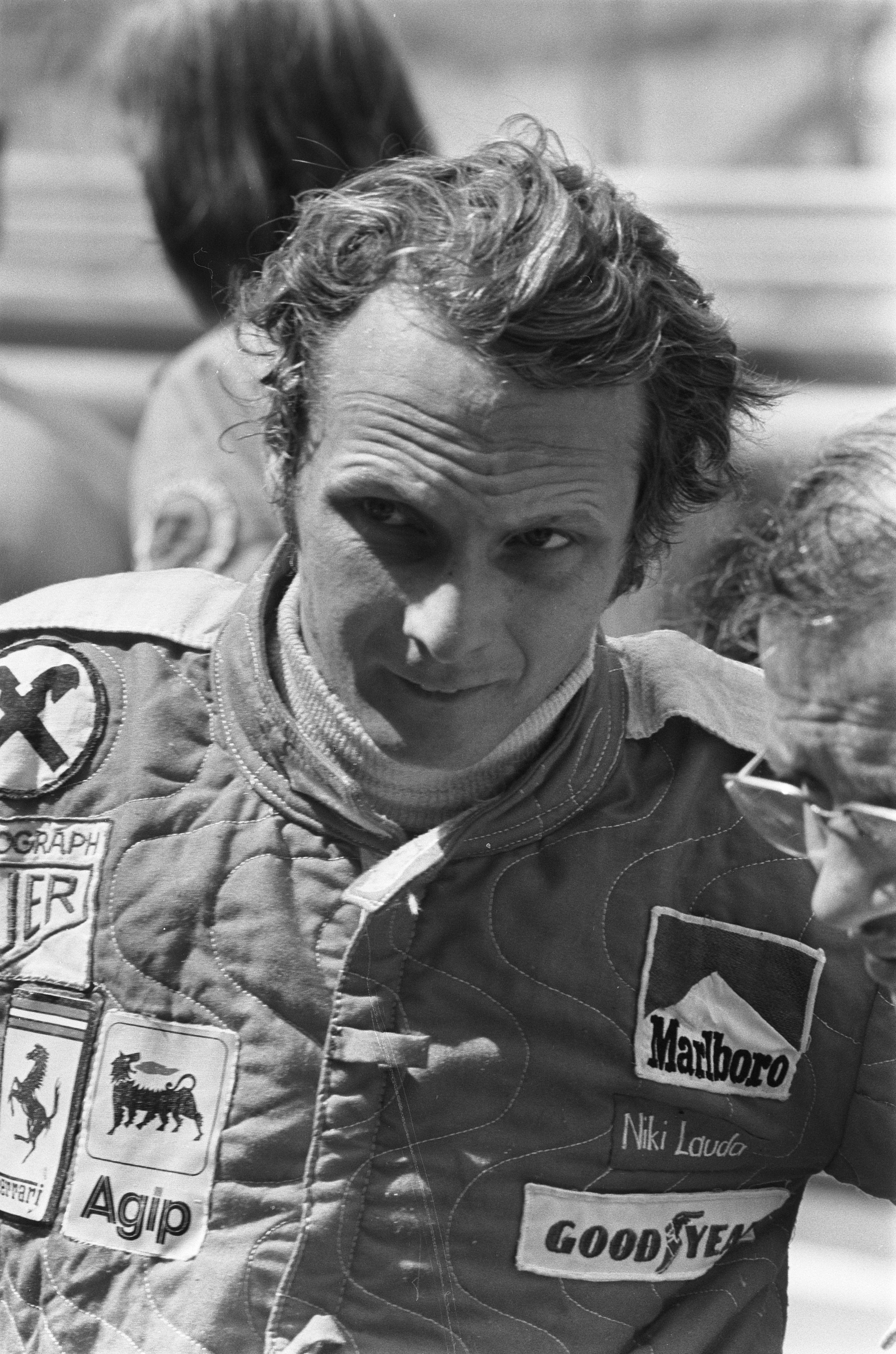
Niki Lauda.

- 1949: Niki Lauda, piloto austriaco de Fórmula 1 (f. 2019).
- 1949: Carlos Alberto del Rey, guerrillero argentino (f. 1972).

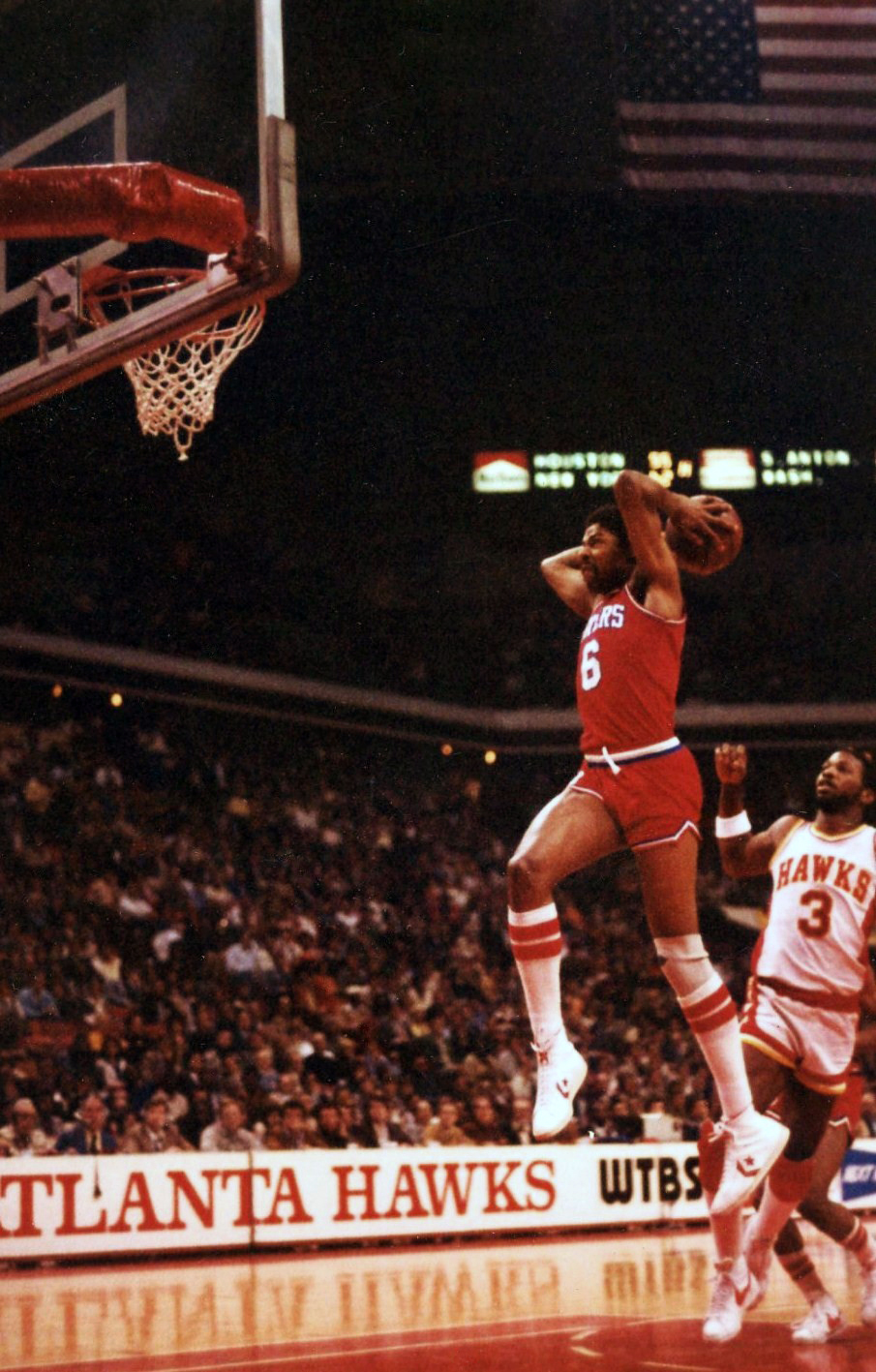
Julius Erving.

- 1950: Julius Erving, baloncestista estadounidense.
- 1950: Lenny Kuhr, cantante neerlandesa.
- 1950: Miou-Miou, actriz francesa.
- 1950: Genesis P-Orridge, artista, músico y escritor británico.
- 1950: Julie Walters, actriz británica.
- 1952: Bill Frist, político estadounidense.
- 1953: René Morales, futbolista guatemalteco.
- 1954: Ricardo Ferretti, futbolista brasileño.
- 1954: Ulises Hermosa, cantante y músico boliviano de la agrupación folclórica Los Kjarkas (f. 1992).
- 1955: David Axelrod, consultor político estadounidense.
- 1958: Jesús Álvarez Cervantes, periodista español.
- 1958: Kaïs Saied, político tunecino, presidente de Túnez desde 2019.
- 1959: Mijaíl Naumóvich Gurévich, ajedrecista soviético.
- 1959: Kyle MacLachlan, actor estadounidense.
- 1959: Gerardo Salorio, preparador físico argentino.
- 1960: Charles Cullen, asesino en serie estadounidense.
- 1961: Akira Takasaki, guitarrista japonés, de la banda Loudness.
- 1962: Steve Irwin, ecologista y estrella televisiva australiano (f. 2006).
- 1963: Cristina Masoller, física uruguaya.
- 1963: Pedro Jaro, futbolista español.
- 1963: Vijay Singh, golfista fiyiano.
- 1963: Xóchitl Gálvez, política mexicana.
- 1964: Gigi Fernández, tenista puertorriqueña.
- 1965: Chris Dudley, baloncestista estadounidense.
- 1965: Kieren Fallon, jinete irlandés.
- 1966: Rachel Dratch, actriz y comediante estadounidense.
- 1966: Luca Marchegiani, futbolista italiano.
- 1967: Jorge Bosch, actor español.
- 1967: Alf Poier, comediante austriaco.
- 1967: Paul Lieberstein, actor estadounidense.
- 1968: Emilio Azcárraga Jean, empresario mexicano.
- 1968: Shawn Graham, político canadiense.
- 1968: Bradley Nowell, músico estadounidense, de la banda Sublime (f. 1996).
- 1968: Jeri Ryan, actriz estadounidense.
- 1968: Kazuhiro Sasaki, beisbolista japonés.

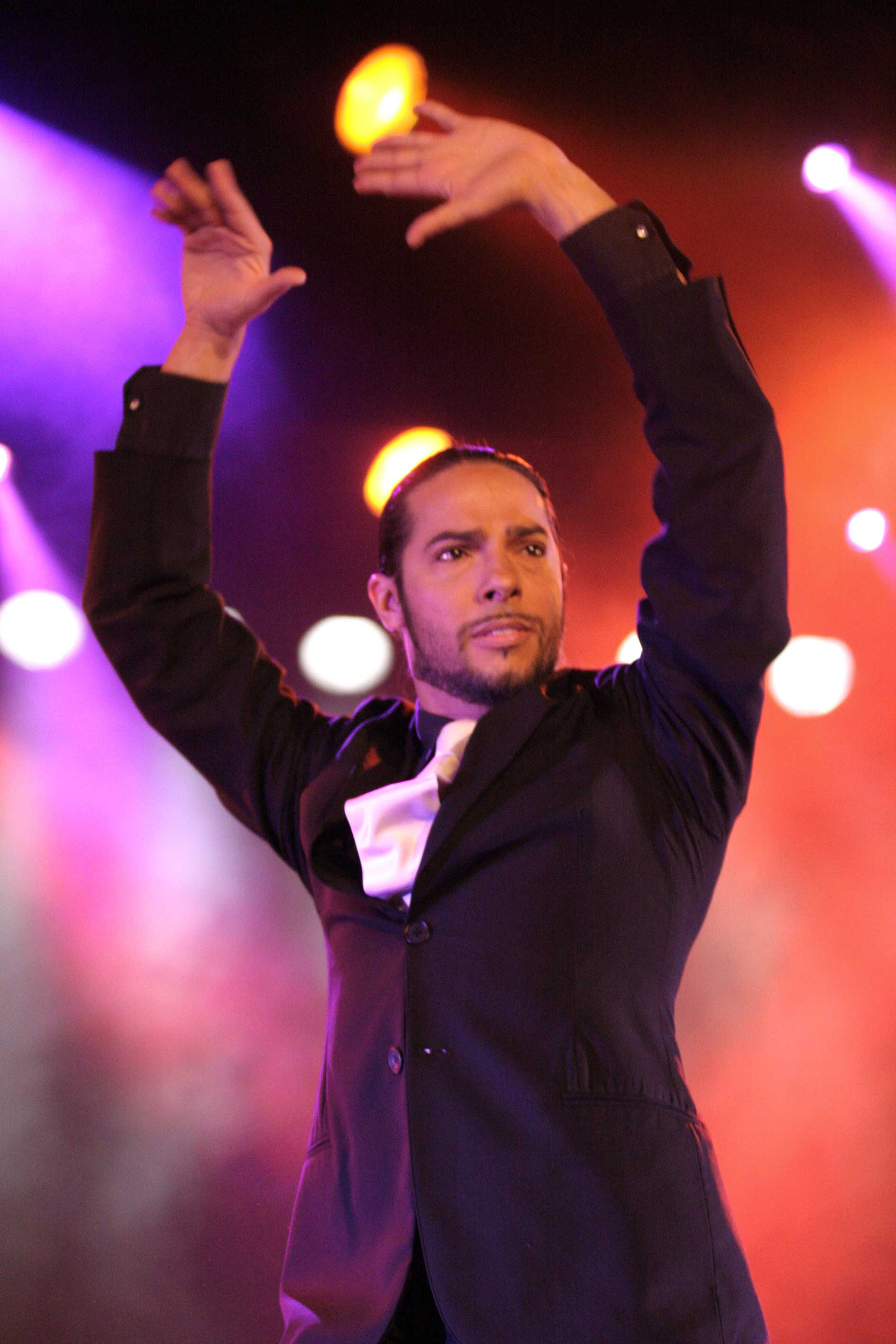
Joaquín Cortés.

- 1969: Joaquín Cortés, bailarín y coreógrafo español.
- 1969: Shaka Hislop, futbolista trinitense.

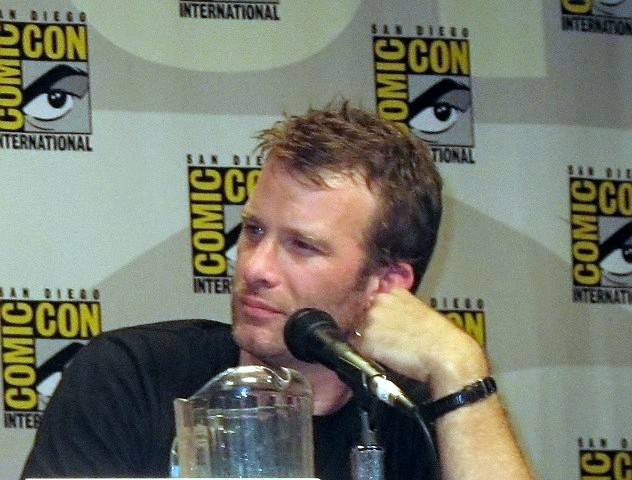
Thomas Jane.

- 1969: Thomas Jane, actor y productor de cine estadounidense.
- 1969: Hans Klok, actor e ilusionista neerlandés.
- 1969: Hugo López-Gatell Ramírez, médico mexicano.
- 1969: Marc Wilmots, futbolista belga.
- 1971: Lea Salonga, cantante y actriz filipina.
- 1972: Michael Chang, tenista estadounidense.
- 1972: Claudia Pechstein, patinadora alemana.
- 1972: Rolando Villazón, cantante mexicano.
- 1973: Daniel Löble, baterista suizo, de la banda Helloween.
- 1973: Juninho Paulista, futbolista brasileño.
- 1973: Mr. Niebla, luchador profesional mexicano (f. 2019).
- 1974: James Blunt, cantante británico.

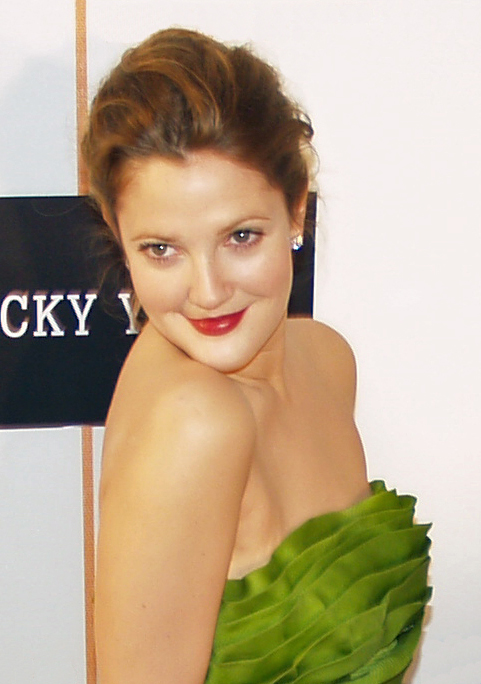
Drew Barrymore.

- 1974: Pilar Schmitt, presentadora y modelo colombiana.
- 1975: Drew Barrymore, actriz estadounidense.
- 1975: Fele Martínez, actor español.
- 1977: Hakan Yakın, futbolista suizo.
- 1977: Zsolt Vereczkei, nadador húngaro.
- 1979: Pedro Carrizales, político mexicano (f. 2022).
- 1979: Brett Emerton, futbolista australiano.
- 1979: Débora Falabella, actriz brasileña.
- 1980: Jeanette Biedermann, cantante alemana.
- 1981: Fredson Camara, futbolista brasileño.
- 1981: Dênis Marques, futbolista brasileño.
- 1982: Jenna Haze, actriz porno estadounidense.
- 1982: Kelly Johnson, beisbolista estadounidense.
- 1982: Siaka Tiéné, futbolista marfileño.
- 1983: Penny Flame, modelo erótica y actriz pornográfica estadounidense.
- 1984: Gerardo Acosta, futbolista uruguayo.
- 1984: Branislav Ivanović, futbolista serbio.
- 1984: Giorgos Printezis, baloncestista griego.
- 1985: Hameur Bouazza, futbolista argelino.
- 1985: Larissa Riquelme, modelo y actriz paraguaya.
- 1986: Tatiana Arango, actriz y modelo colombiana.
- 1986: Catalina García, actriz y cantante colombiana.
- 1986: Enzo Pérez, futbolista argentino.
- 1986: Rajon Rondo, baloncestista estadounidense.

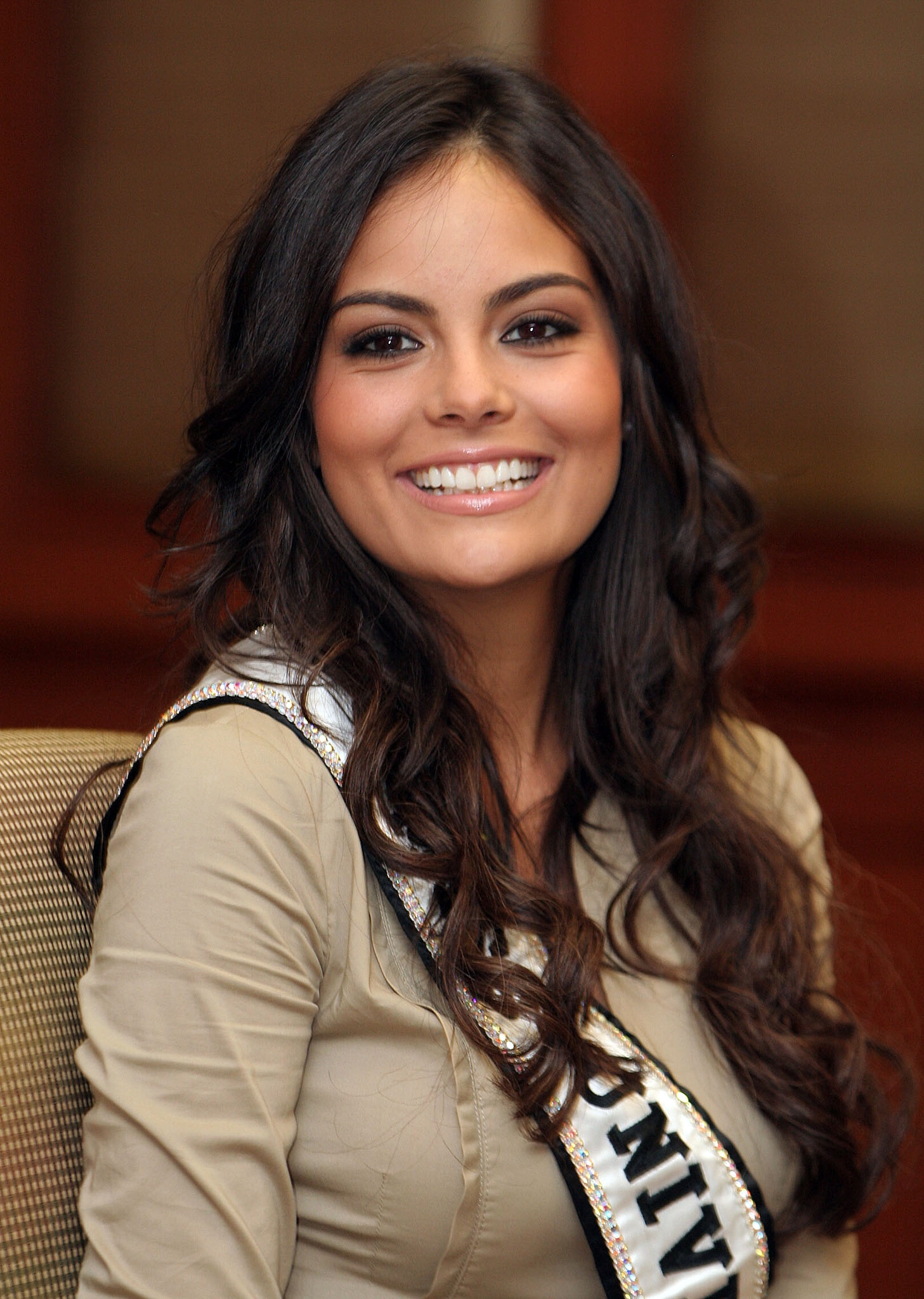
Ximena Navarrete.

- 1988: Ximena Navarrete, modelo mexicana.
- 1990: Márkó Futács, futbolista húngaro.
- 1991: Robin Stjernberg, cantante sueco.
- 1991: Rebecca Cheptegei, atleta ugandesa (f. 2024).
- 1993: José Ángel Alonso Pérez, jurista y político español.
- 1993: Elisa Tenaud, actriz y cantante peruana.
- 1993: Taron Voskanyan, futbolista armenio.
- 1994: Andrias Eriksen, futbolista feroés.
- 1995: Laura González, modelo, actriz y reina de belleza colombiana.
- 1996: Pablo Fornals, futbolista español.
- 1997: Simone Bevilacqua, ciclista italiano.
- 1997: Jerome Robinson, baloncestista estadounidense.
- 1997: Lazar Tufegdžić, futbolista serbio.
- 1998: Larkyn Austman, patinadora artística sobre hielo canadiense.
- 1998: Juliana Velásquez, actriz, cantante, presentadora y bailarina colombiana.
- 1999: Daan Hoole, ciclista neerlandés.
- 1999: Bruno Marques, futbolista brasileño.
- 2000: Didier Bionaz, biatleta italiano.
- 2000: Timothy Weah, futbolista estadounidense.
- 2003: Karamoko Dembélé, futbolista británico.
- 2005: Linda Caicedo, futbolista colombiana.
- 2006: Enes Sali, futbolista canadiense nacionalizado rumano.
- 2007: Ana Paula Martínez, actriz mexicana.

## Fallecimientos
- 970: García Sánchez I de Pamplona, rey de Nájera, rey de Pamplona y conde de Aragón (n. 919).
- 1371: David II, rey escocés (n. 1324).

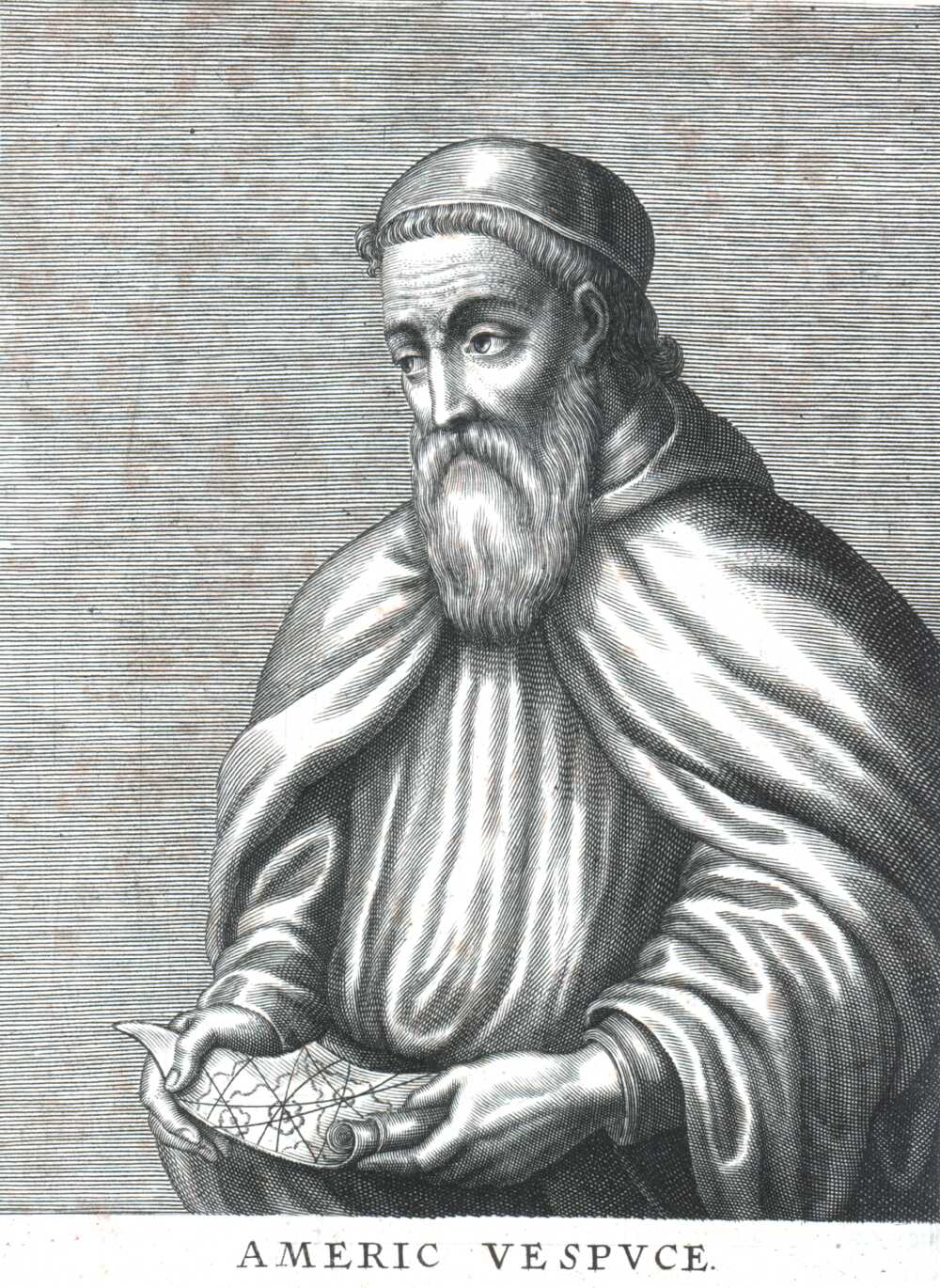
Américo Vespucio.

- 1500: Gerardo VI, noble alemán (n. 1430).
- 1511: Enrique de Cornualles, aristócrata inglés (n. 1511).
- 1512: Américo Vespucio, navegante italiano (n. 1454).
- 1523: Rodrigo Díaz de Vivar y Mendoza, hijo primogénito del Cardenal Mendoza (n. 1466).
- 1550: Michimalonco, toqui mapuche (n. ca. 1500).
- 1556: Humayun, segundo emperador mogol (n. 1508).
- 1627: Olivier van Noort, navegante neerlandés (n. 1558).
- 1674: Jean Chapelain, escritor francés (n. 1595).

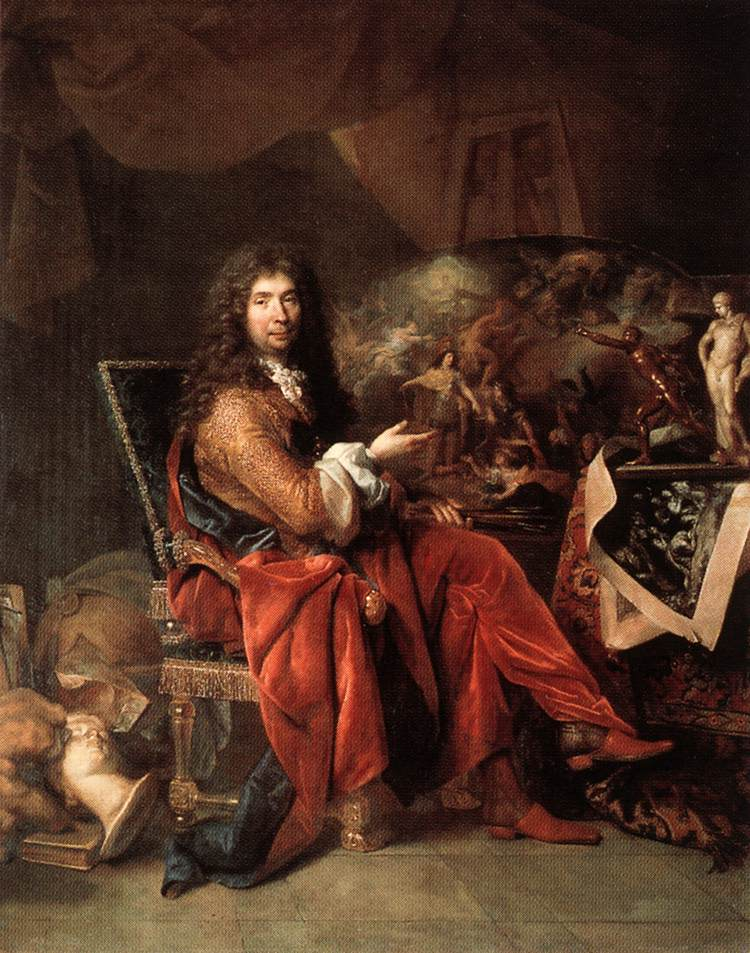
Charles Le Brun.

- 1690: Charles Le Brun, pintor francés (n. 1619).
- 1727: Francesco Gasparini, compositor italiano (n. 1661).
- 1731: Frederik Ruysch, médico y anatomista neerlandés (n. 1638).
- 1756: Pehr Löfling, naturalista y botánico sueco (n. 1729).
- 1760: Anna Magdalena Bach, soprano y compositora alemana, esposa de Johann Sebastian Bach (n. 1701).

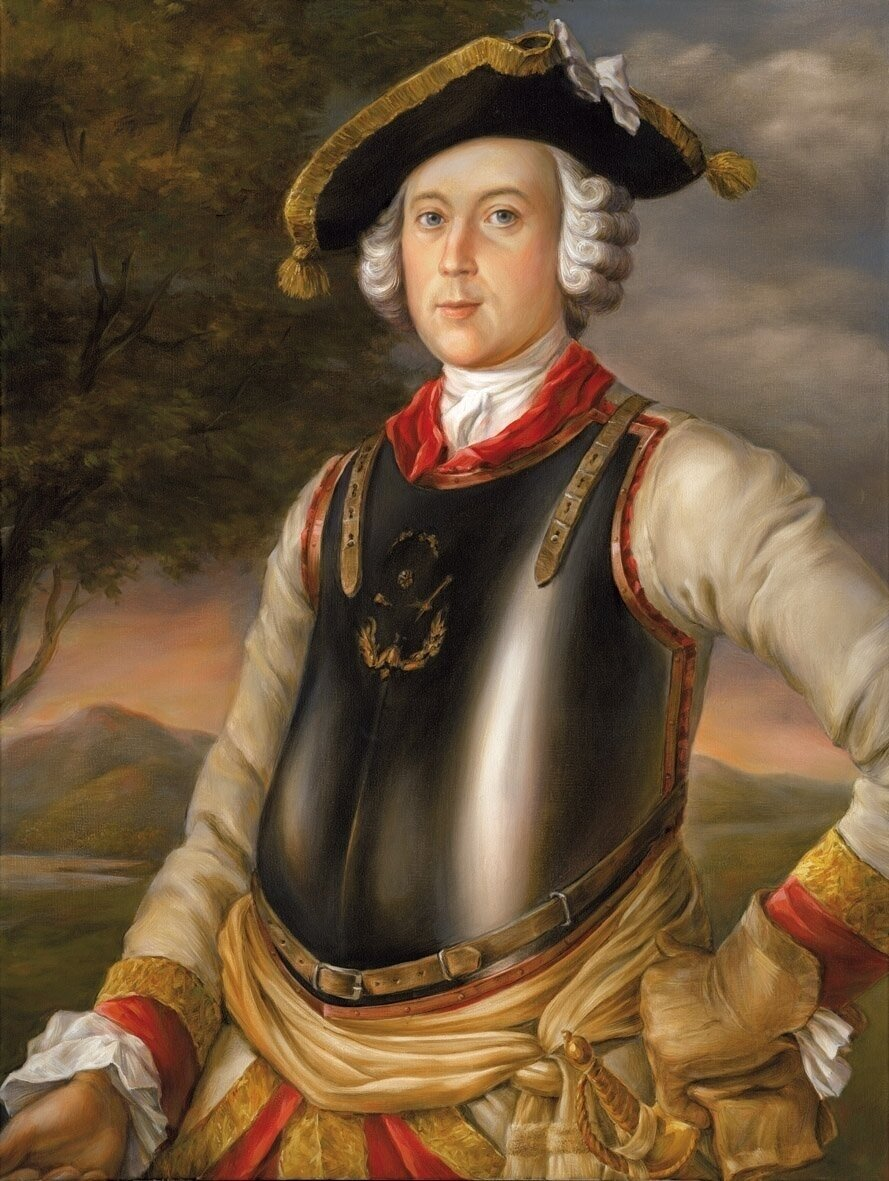
Barón de Münchhausen.

- 1797: Barón de Münchhausen, escritor alemán (n. 1720).
- 1799: Heshen, infame oficial chino de la corte de la Dinastía Qing (n. 1750).
- 1810: Charles Brockden Brown, escritor estadounidense (n. 1771).
- 1827: Charles Willson Peale, pintor y naturalista estadounidense (n. 1741).
- 1845: Enrique Gil y Carrasco, escritor romántico español (n. 1815).
- 1875: Camille Corot, pintor francés (n. 1796).
- 1875: Charles Lyell, geólogo británico (n. 1797).
- 1877: Francisco Vicente Aguilera, patriota estadounidense-cubano.
- 1891: Luis Hernández-Pinzón Álvarez, almirante español (n. 1816).
- 1892: José Velarde, poeta español (n. 1848).
- 1903: Hugo Wolf, compositor austriaco (n. 1860).
- 1904: Leslie Stephen, escritor y crítico británico (n. 1832).
- 1913: Francisco I. Madero, empresario, político y presidente mexicano entre 1911 y 1913 (n. 1873).
- 1913: José María Pino Suárez, político mexicano (n. 1869).
- 1913: Ferdinand de Saussure, lingüista suizo (n. 1857).
- 1923: Théophile Delcassé, político francés (n. 1852).
- 1930: Mabel Normand, actriz estadounidense (n. 1895).
- 1938: Miguel Llobet, compositor español (n. 1878).

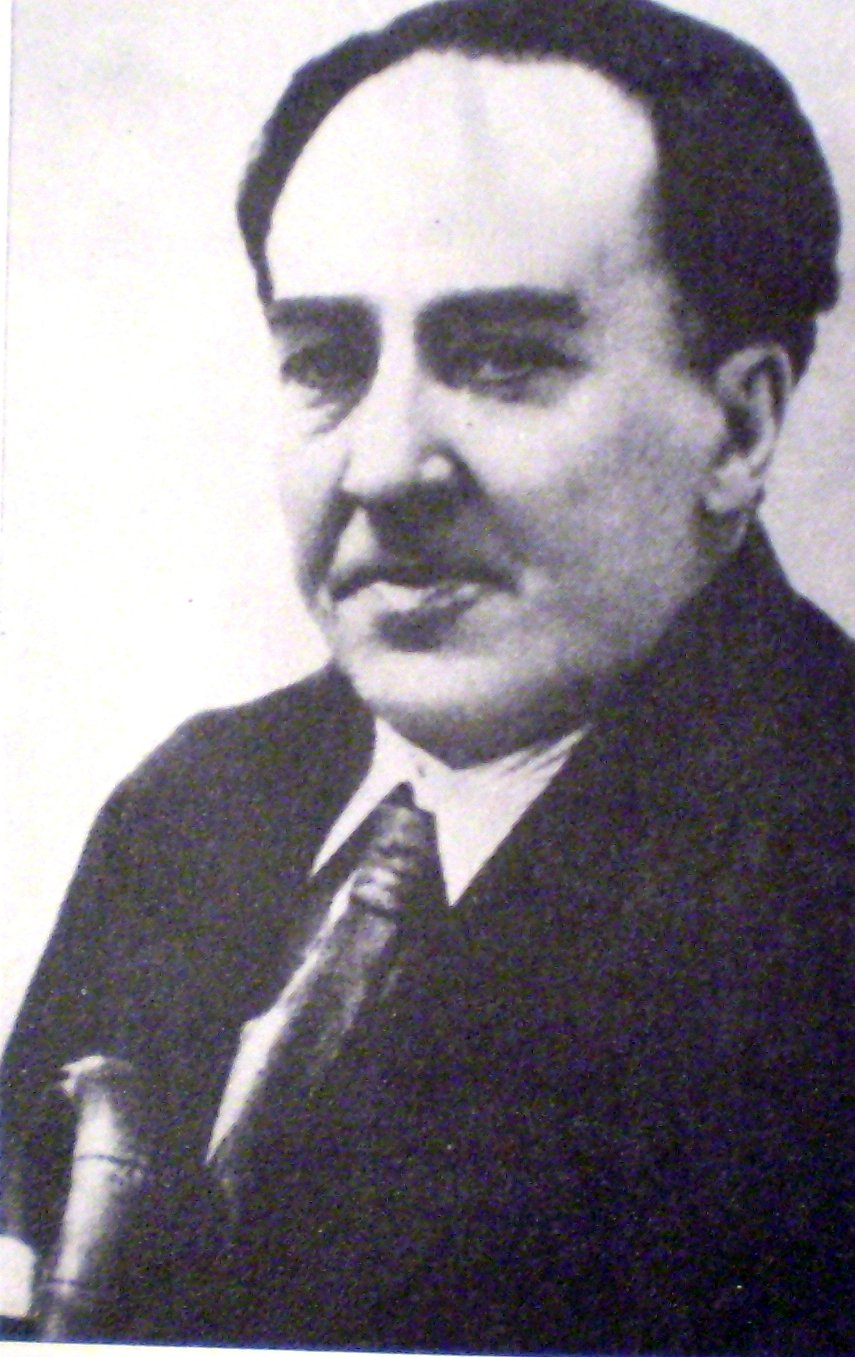
Antonio Machado.

- 1939: Antonio Machado, poeta español (n. 1875).
- 1942: Vera Timanova, pianista rusa (n. 1855).
- 1942: Stefan Zweig, escritor austriaco (n. 1881).
- 1943: Christoph Probst, luchador de la resistencia alemana (n. 1919).
- 1943: Hans Scholl, integrante del movimiento Rosa Blanca (n. 1918).
- 1943: Sophie Scholl, dirigente y activista antinazi del movimiento Rosa Blanca (n. 1921).
- 1944: Kasturba Gandhi, esposa de Mahatma Gandhi (n. 1869).
- 1945: Osip Brik, escritor ruso (n. 1888).
- 1946: Vasili Volski, militar soviético (n. 1897).
- 1958: Abul Kalam Azad, líder del movimiento de independencia de India (n. 1888).
- 1960: Samuel Alfred Mitchell, astrónomo canadiense (n. 1874).
- 1961: Nick LaRocca, músico estadounidense de jazz (n. 1889).
- 1961: Pedro Morejón, maestro voluntario cubano, participante en la exitosa Campaña de Alfabetización; asesinado por una banda contrarrevolucionaria en la provincia de Matanzas.
- 1963: Manuel Moreno Barranco, escritor español (n. 1932).
- 1973: Katina Paxinou, actriz griega (n. 1900).
- 1974: Samuel Byck, autor material de un atentado en contra de Richard Nixon (n. 1930).
- 1976: Angela Baddeley, actriz británica (n. 1904).
- 1976: Florence Ballard, cantante estadounidense de la banda The Supremes (n. 1943).
- 1976: Dulce María Escalona, docente cubana.
- 1980: Oskar Kokoschka, artista austríaco (n. 1886).
- 1981: Eva Dongé, actriz argentina (n. 1929).
- 1983: sir Adrian Boult, director de orquesta y músico británico (n. 1889).
- 1983: Romain Maes, ciclista belga (n. 1913).
- 1985: Salvador Espriu, poeta español (n. 1913).
- 1985: Efrem Zimbalist,  violinista, compositor y director de orquesta ruso (n. 1890).

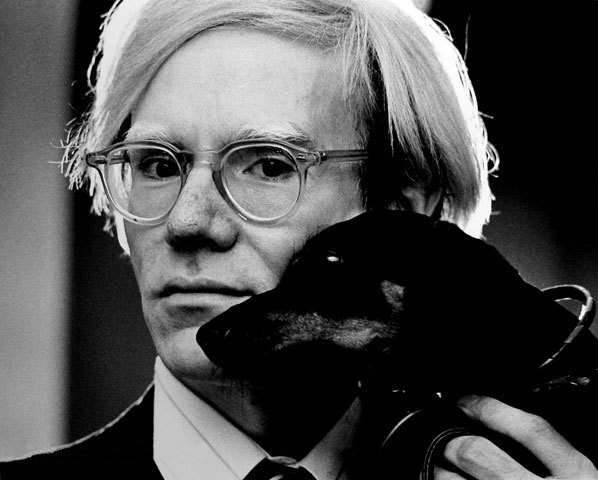
Andy Warhol.

- 1987: Andy Warhol, artista estadounidense de pop-art (n. 1928).
- 1988: Carlos Lemos, actor español (n. 1909).
- 1989: Sándor Márai, escritor húngaro (n. 1900).
- 1992: Sudirman Arshad, cantante malayo (n. 1954).
- 1993: Jean Lecanuet, político francés (n. 1920).
- 1995: Ed Flanders, actor estadounidense (n. 1934).
- 1998: José María de Areilza, político español (n. 1909).
- 1999: Menno Oosting, tenista neerlandés (n. 1964).
- 2000: Fernando Buesa, político español (n. 1946).
- 2002: Chuck Jones, animador, director y productor estadounidense (n. 1912).
- 2002: Jonas Savimbi, contrarrevolucionario angoleño (n. 1934), líder de la UNITA; caído en combate.
- 2003: Alberto Ramón Vilanova, psicólogo argentino (n. 1942).
- 2004: Roque Gastón Máspoli, futbolista uruguayo (n. 1917).
- 2005: Simone Simon, actriz francesa (n. 1910).
- 2006: Gina Bachauer, pianista y compositora griega (f. 1976).
- 2006: Suzan Kahramaner, matemática turca (f. 2006), la primera mujer turca profesora de universidad.
- 2007: Dennis Johnson, baloncestista y entrenador estadounidense (n. 1954).
- 2011: Joan Colomines, escritor y político español (n. 1922).
- 2011: Nicholas Courtney, actor británico (n. 1929).
- 2011: Chari Gómez Miranda, periodista y presentadora española (n. 1930).
- 2012: Marie Colvin, reportera estadounidense de guerra (n. 1956).
- 2012: Luis Moreno Mansilla, arquitecto español.
- 2012: Cuauhtémoc Sandoval Ramírez, político mexicano.
- 2013: Luis Cella, productor de televisión argentino (n. 1949).
- 2013: Wolfgang Sawallisch, director de orquesta alemán (n. 1923).
- 2015: Raquel Tibol, crítica y estudiosa del arte mexicano (n. 1923).
- 2016: Sonny James, cantante y compositor estadounidense de música country (n. 1928).
- 2018: Nanette Fabray, actriz, cantante y bailarina estadounidense (n. 1920).
- 2018: Forges, humorista gráfico español (n. 1942).
- 2018: Richard Edward Taylor, científico canadiense, premio nobel de física en 1990 (n. 1929).
- 2020: Thích Quảng Độ, monje budista vietnamita (n. 1928).
- 2021: Lawrence Ferlinghetti, poeta, pintor y editor estadounidense (n. 1919).
- 2022: Pedro Brandariz, actor y monologuista español (n. 1978).
- 2023: Philip Ziegler, historiador y biógrafo británico (n. 1929).
- 2025: Oliverio Isaza Gómez, paramilitar y narcotraficante colombiano (n. 1974).
- 2025: Wasim Tahsin Bayraqdar, alto dirigente del grupo terrorista Hurras al-Din (n. ¿?)[6]

## Celebraciones

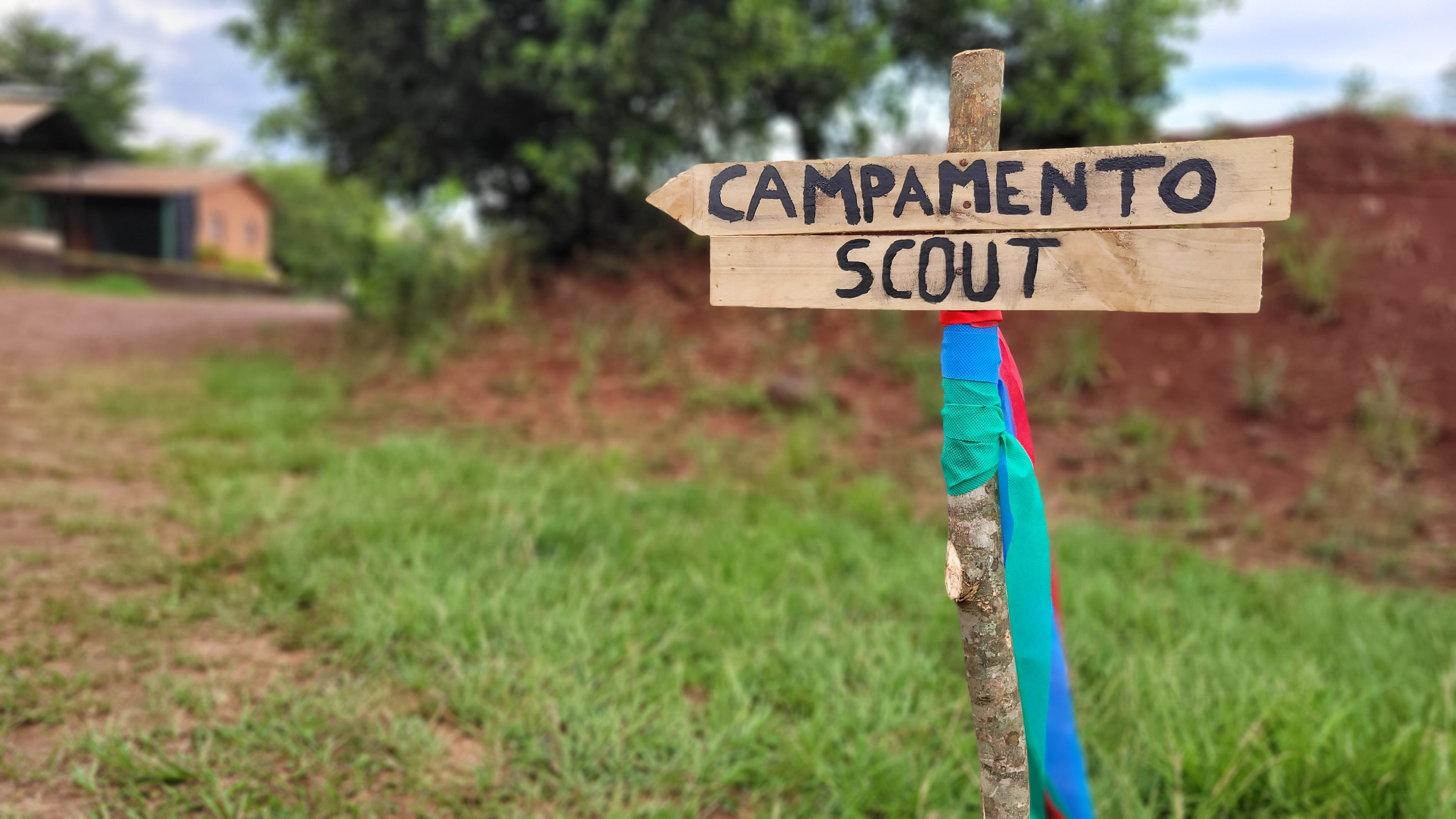
Día del Pensamiento Scout.

- Día del Pensamiento Scout.
Celebración en la fecha en la que nació Lord Baden Powell, fundador del movimiento scout y su esposa Lady Olave, quien fue jefa guía mundial.
(en inglés: World Thinking Day)
- Día Mundial de la Encefalitis.[7][8]
- Día Mundial del Masón o Día Internacional de la Masonería. Conmemoración del nacimiento de George Washington.[9]

Compartidas
- Día Europeo por la Igualdad Salarial entre Hombres y Mujeres.[10]

- Día Europeo de las Víctimas del Delito.

 Por países
(Por orden alfabético)
- Arabia Saudita:
  - Día de la Fundación.[11]

- Argelia:
  - Día de la Fraternidad y la Cohesión.[12]

- Argentina: 
  - Día de la Antártida Argentina.[13][14]
Se conmemora la inauguración del Observatorio Meteorológico en la Isla Laurie el 22 de febrero de 1904 (121 años), que luego se convirtió en la Base Orcadas. Con su creación comenzó la permanencia ininterrumpida de Argentina en la Antártida.
  - Día del Personal de la Policía de Seguridad Aeroportuaria.
  - Día del Profesional Graduado Universitario en Seguridad.
Esta fecha conmemora la creación de la primera carrera de Seguridad en Argentina, mediante el Decreto N.º 376/1982, que luego fue publicado en el Boletín Oficial.

- Bolivia: 
  - Día de la Convivencia Pacífica y Armónica en Unidades Educativas "Patricia nos protege".[15]
Esta fecha conmemora el nacimiento de Patricia Flores Velásquez, una niña que fue violada y asesinada en 1999 (hace 26 años) en La Paz. Busca fomentar paz, tolerancia y protección en las escuelas.

- Estados Unidos: 
  - Día Nacional del Margarita (cóctel).
(en inglés: National Margarita Day).
  - Día del Empleado del Supermercado.
(en inglés: Supermarket Employee Day).
  - Día de los Deportes Recreativos y el Fitness.
(en inglés: National Recreational Sports and Fitness Day).
  - Día de Pasear al Perro.
(en inglés: National Walking the Dog Day).
  -  Día Nacional de California.
(en inglés: National California Day).

- México: 
  - Día del Ingeniero Agrónomo.[16]
Fecha en que se fundó en México la primera universidad dedicada a la agricultura, la Escuela Nacional de Agricultura, hoy conocida como la Universidad Autónoma Chapingo.

- Santa Lucía:
  - Día de la Independencia.[17]
El 22 de febrero de 1979 (46 años) Santa Lucía se convirtió en un estado independiente de la Mancomunidad de Naciones asociados con el Reino Unido.

### Santoral católico
- Cátedra de San Pedro.

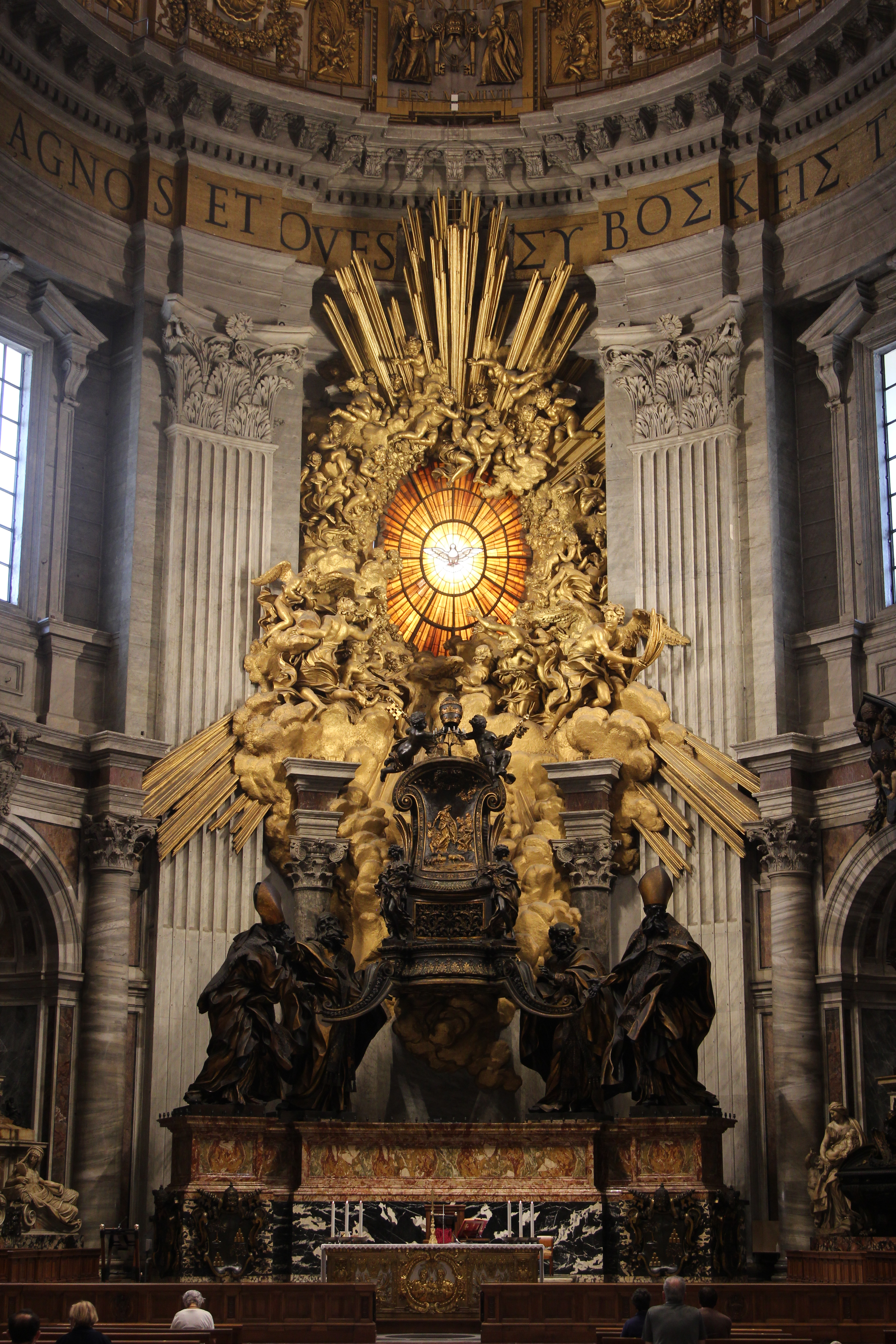
Cátedra en el Vaticano.

- San Papías de Hierápolis, obispo (s. II).[18]
- San Pascasio de Vienne, obispo (s. IV).[18]
- San Maximiano de Ravena, obispo (f. 556).[19][18]
- Beata Isabel de Longchamp, virgen (f. 1270).[18]
- Santa Margarita de Cortona (f. 1297).[18]
- Beato Diego Carvalho, presbítero y mártir (f. 1624).[18]
- Beata María de Jesús d’Outremont (f. 1878).